# Palazzo Barbarigo della Terrazza

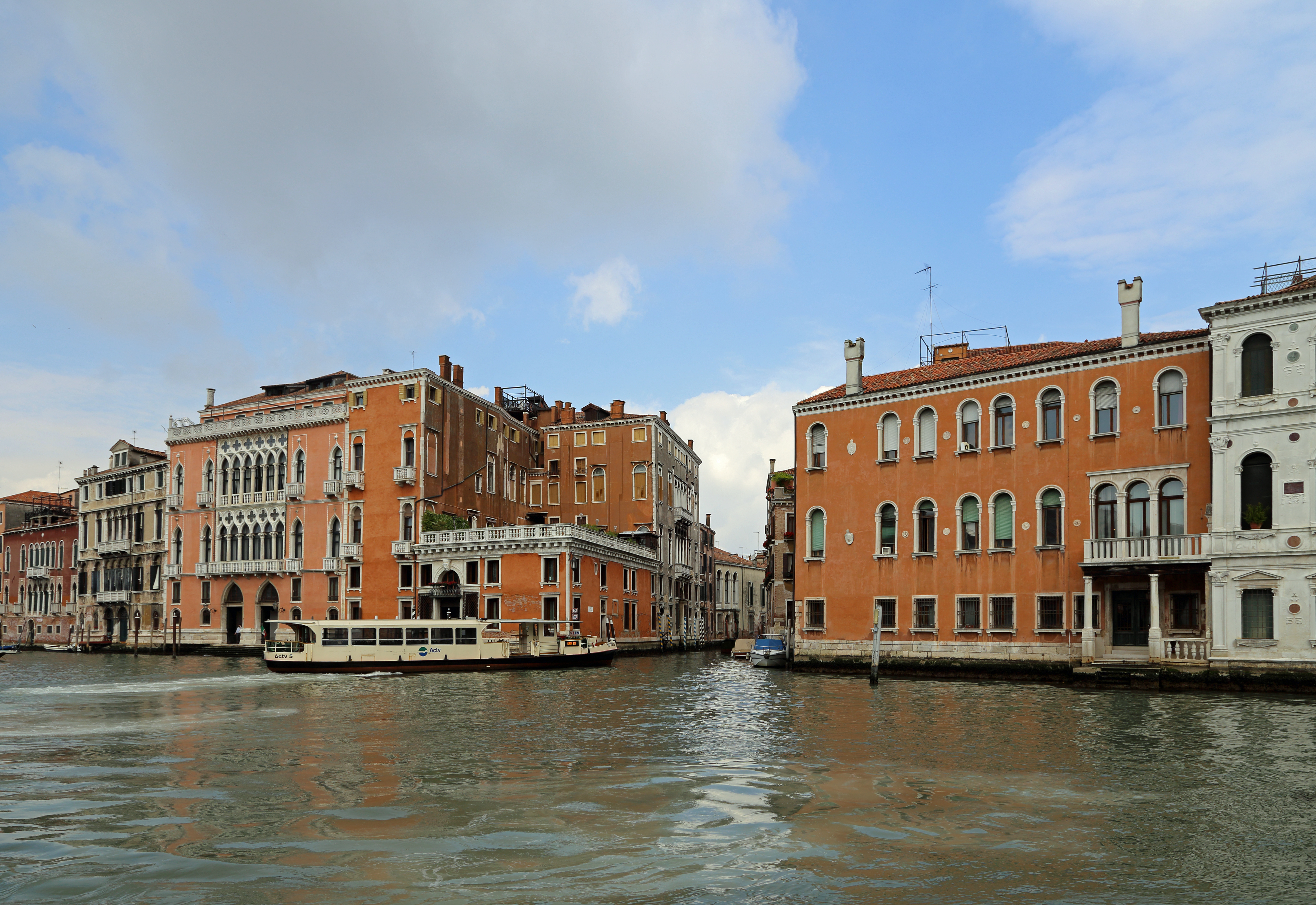
Blick über den Canal Grande Richtung Rio San Polo. Der Palast der Barbarigo an der Ecke zwischen den beiden Wasserstraßen ist an der markanten Terrasse gut zu erkennen, links daneben befindet sich der Palazzo Pisani Moretta, dann der Palazzo Tiepolo. Rechts neben der Mündung des Rios erhebt sich der Palazzo Cappello Layard, der wiederum an den Palazzo Grimani Marcello angrenzt.

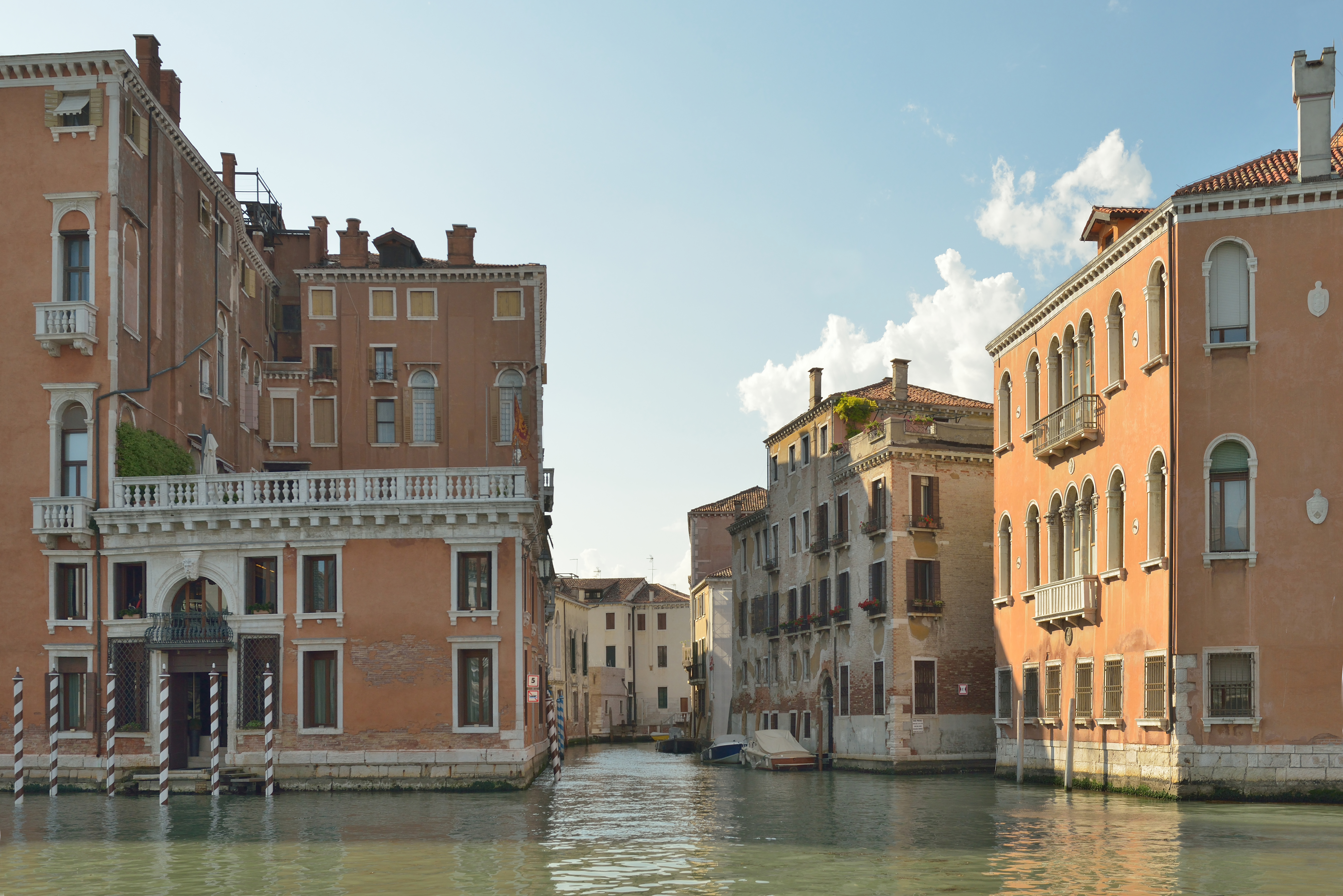
Der Einmündungsbereich des Rio di San Polo in den Canal Grande: links der Barbarigo-Palast, rechts der Palazzo Cappello Layard

Der Palazzo Barbarigo della Terrazza ist ein Palast im venezianischen Sestiere San Polo mit der Adresse San Polo 2765. Das Bauwerk, das die Familie Barbarigo im Kern zwischen 1566 und 1570 errichten ließ, liegt mit der Nebenseite, also der zweiachsigen Südost-Fassade und dem entsprechenden Teil der Terrasse, am Canal Grande. Die Schauseite blickt hingegen nordostwärts auf den wesentlich schmaleren Rio di San Polo, der hier in den Canal Grande mündet. An der Südwestseite grenzt das Gebäude mit einem 1596 errichteten schmalen Flügel an den Palazzo Pisani Moretta. Das nicht ganz rechteckige Grundstück umfasst eine Fläche von etwa 1100 m², davon nimmt beinahe ein Drittel die Terrasse ein, die dem Palast, neben der Familie Barbarigo, ihren Namen gab. Die Baugeschichte lässt sich dank entsprechender Archivalien außergewöhnlich genau rekonstruieren.
Zu den Barbarigo gehörten mehrere Linien (ramo, Zweig), die jeweils einen eigenen Palast erbauen ließen. Die Bauherren des Palazzo Barbarigo della Terrazza gehörten zur San-Polo-Linie, benannt nach dem Stadtteil, in dem sie ihren Wohnsitz hatten. Die selbst für venezianische Verhältnisse große Terrasse, die 14 × 24 m misst, ist nur vom ersten Piano nobile, der Beletage aus zugänglich. Diese Terrasse verlängert den Palast seitwärts bis an den Canal Grande. Auf beide angrenzenden Kanäle weist je ein Wasserportal, der Landzugang erfolgt durch eine schmale, dunkle und verwinkelte Gasse, die Calle Corner. Diese beginnt am Rio Terà dei Nomboli und führt Richtung Canal Grande bis zum angrenzenden Palazzo Pisani Moretta, erreicht jedoch den Canal nicht, sondern endet vor einer Hauswand, nachdem sie den Eingang zum Deutschen Studienzentrum in Venedig passiert hat. Diese deutsche Einrichtung, die sich seit 1972 mit der Geschichte und Kultur Venedigs befasst, befindet sich vor allem im ersten Piano nobile. Dazu gehört auch eine Bibliothek, die von Süden auf die Terrasse blickt, inzwischen dank einer Erweiterung auch auf den Canal Grande. Im zweiten Piano nobile befinden sich drei Wohnungen.
Der Barbarigo-Palast war für seine Gemäldesammlung berühmt, die allerdings Mitte des 19. Jahrhunderts vor allem nach Sankt Petersburg verkauft worden ist. Dazu gehörte eine Sammlung von Gemälden Tizians.

## Geschichte

### Die Familie Barbarigo di San Polo (8. Jahrhundert bis 1843)

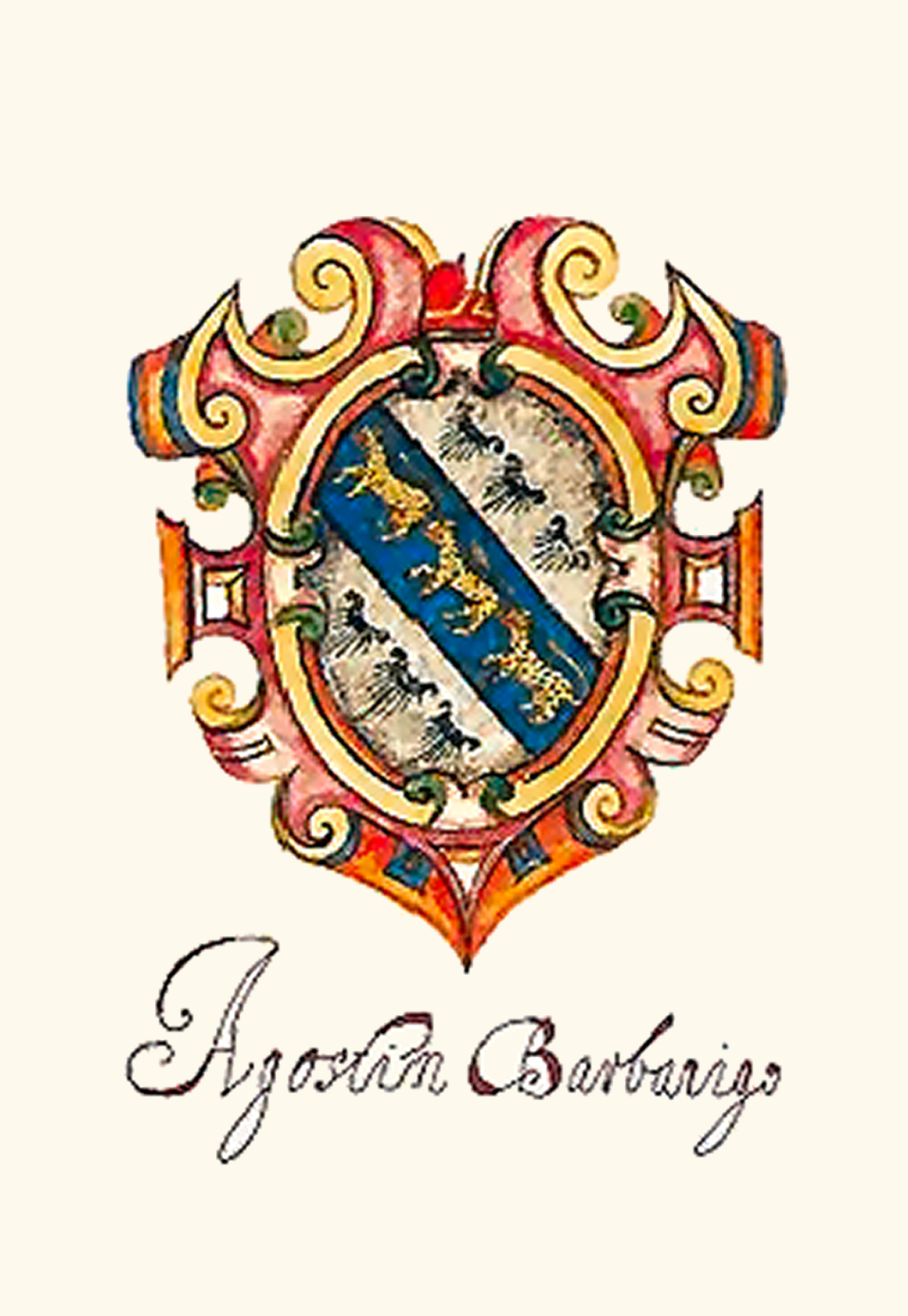
Das Wappen des Dogen Agostino Barbarigo zeigt die sechs abgeschnittenen Sarazenenbärte.

Folgt man dem Genealogen des 18. Jahrhunderts Alessandro Cappellari, so stammte die Familie Barbarigo aus „Monte della Brazza“ in der Nähe von Triest, zog aber im Jahr 734 nach Venedig. Nach Antonio Longo nannte man sie seinerzeit „Barbani, Barbari, e Barbadaghi“. Angeblich sollen den im Jahr 880 in die nördliche Adria eingedrungenen und besiegten Sarazenen von einem Arrigo, dem Signore von Muggia auf Istrien, die Bärte (barbe) abgeschnitten worden sein. Dieser Arrigo gilt als Stammvater der Familie Barbarigo. Später soll aus der Verbindung barba arrighi der Familienname entstanden sein, denn die Bärte der Besiegten wurden aufgereiht. In Erinnerung an dieses legendenhafte Ereignis führte die Familie sechs Bärte im Wappen.

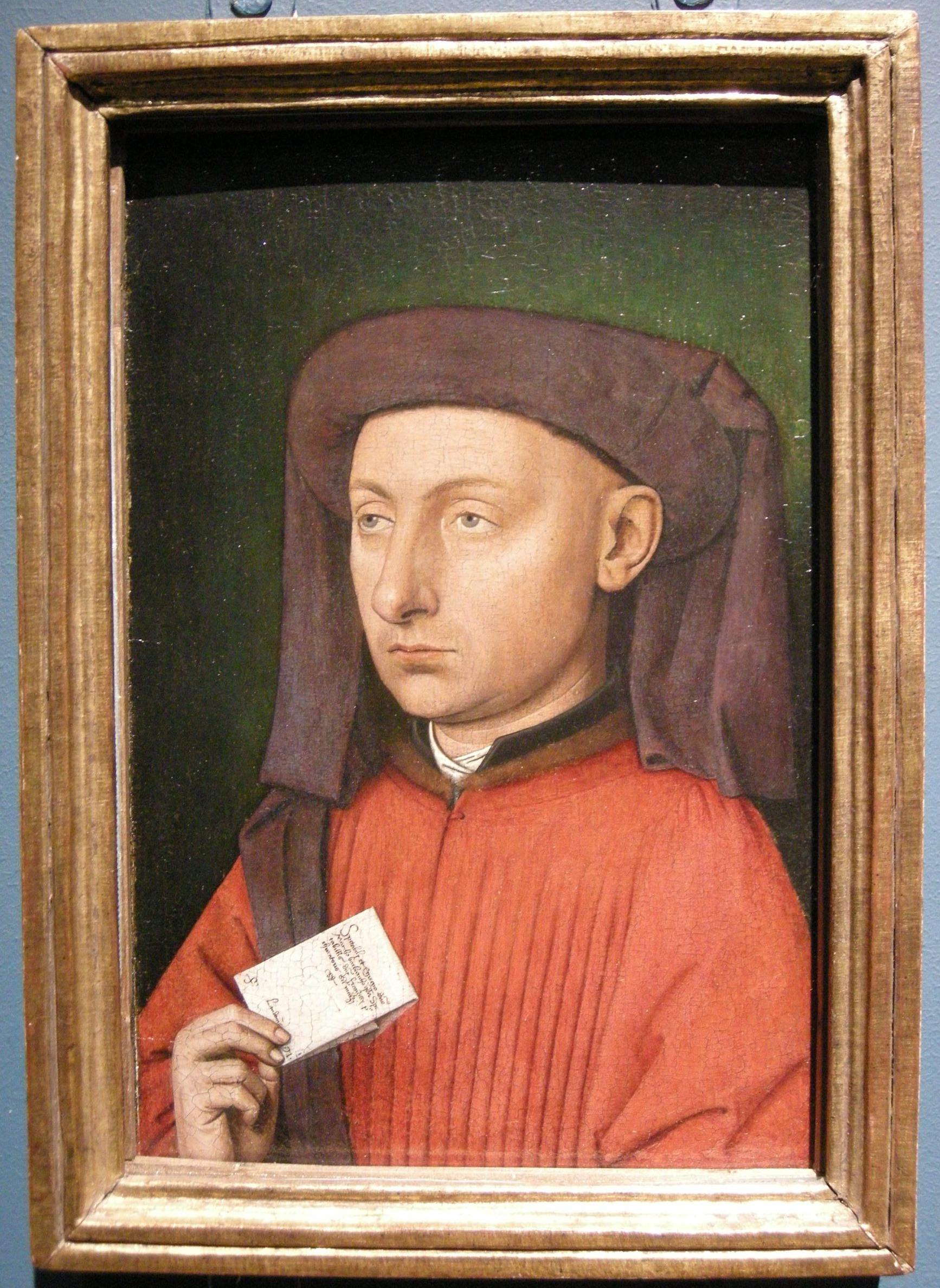
Porträt des Marco Barbarigo (um 1413–1486), genannt „der Reiche“, vermutlich zur Zeit seines Aufenthalts in London von unbekannter Hand angefertigt, Öl auf Eichenholz, 24,2 × 16 cm, um 1449/50, Nationalgalerie London, erworben 1862

Ab 1297 hatten die Barbarigo als Angehörige des venezianischen Adels eine Reihe von Sitzen im Großen Rat, der Generalversammlung der erwachsenen, männlichen Adligen der Stadt, der im Dogenpalast tagte. Sie zählten zu den Case Nuove, Familien also, die nicht zu den ältesten, den „apostolischen Familien“ zählten, die sich auf römische Ursprünge beriefen. Den Case Nuove gelang es erst 1382, einen Dogen zu stellen und damit sichtbar Zugang zu den angesehensten Familien zu erlangen. Ansehen konnten Familien aber auch durch andere hohe Staatsämter gewinnen. So stellte die Familie Barbarigo zwölf Prokuratoren von San Marco, vier Kardinäle sowie zwei Dogen, nämlich Marco Barbarigo und Agostino Barbarigo, die 1485–1486 und 1486–1501 nacheinander amtierten.
Sie gehörten jedoch nicht zur Linie (ramo) der Barbarigo von San Polo, die ab 1565 den dortigen Palazzo Barbarigo errichtete. Neben dem ramo von San Polo gab es vier weitere Zweige, nämlich die Barbarigo von San Marco, von Santa Maria del Giglio, von San Vio und von Angelo Raffaele. Diese fünf Zweige bewohnten insgesamt sechs weitere Palazzi, die den Namen Barbarigo führten, jedoch nicht dem Zweig von San Polo gehörten.
Stammvater der San-Polo-Linie war Andrea dal Banco. Sein Enkel Daniele († 1576) heiratete 1537 Lucietta aus dem Zweig der Barbarigo von Santa Maria del Giglio. Das Paar hatte fünf Söhne und zwei Töchter. Die Barbarigo besaßen neben dem Palast Landvillen auf dem Festland und betätigten sich als Händler, insbesondere im östlichen Mittelmeer. Wie üblich übernahmen Angehörige solcher Familien, die entsprechende Kontakte und Erfahrungen aufwiesen, in diesen Regionen diplomatische Aufgaben. So hielt sich Daniele Barbarigo 1561 und 1562 als Bailò am osmanischen Hof in Konstantinopel auf, worüber er 1564 in seiner Heimatstadt berichtete. In dieser Funktion vermittelte er vor allem zwischen den venezianischen Händlern, die im Osmanenreich tätig waren, und den Beamten des Großreiches sowie dem Hof. Zugleich übernahm der Bailò im Namen der Republik Venedig Verhandlungs- und Repräsentationsaufgaben, setzte aber auch die Machtgremien Venedigs über die Vorgänge in Konstantinopel in Kenntnis. Die Finanzierung dieser Aufgaben erfolgte nur partiell aus staatlichen Kassen, so dass ein erhebliches Vermögen als Voraussetzung galt.
Die Familien, die an diesem Fernhandel partizipieren durften, also der Adel der Stadt, errichteten repräsentative Bauten, die in dieser Zeit zunehmend am Canal Grande, der Hauptverkehrsader der Stadt entstanden. Bauherr des Palazzo Barbarigo della Terrazza war Daniele Barbarigo nebst seiner Frau Lucietta. Der Palazzo wurde von 1566 bis 1570 unter Leitung des Architekten und Bildhauers Bernardino Contin aus Lugano im Auftrag der Familie Barbarigo errichtet.

### Baugeschichte

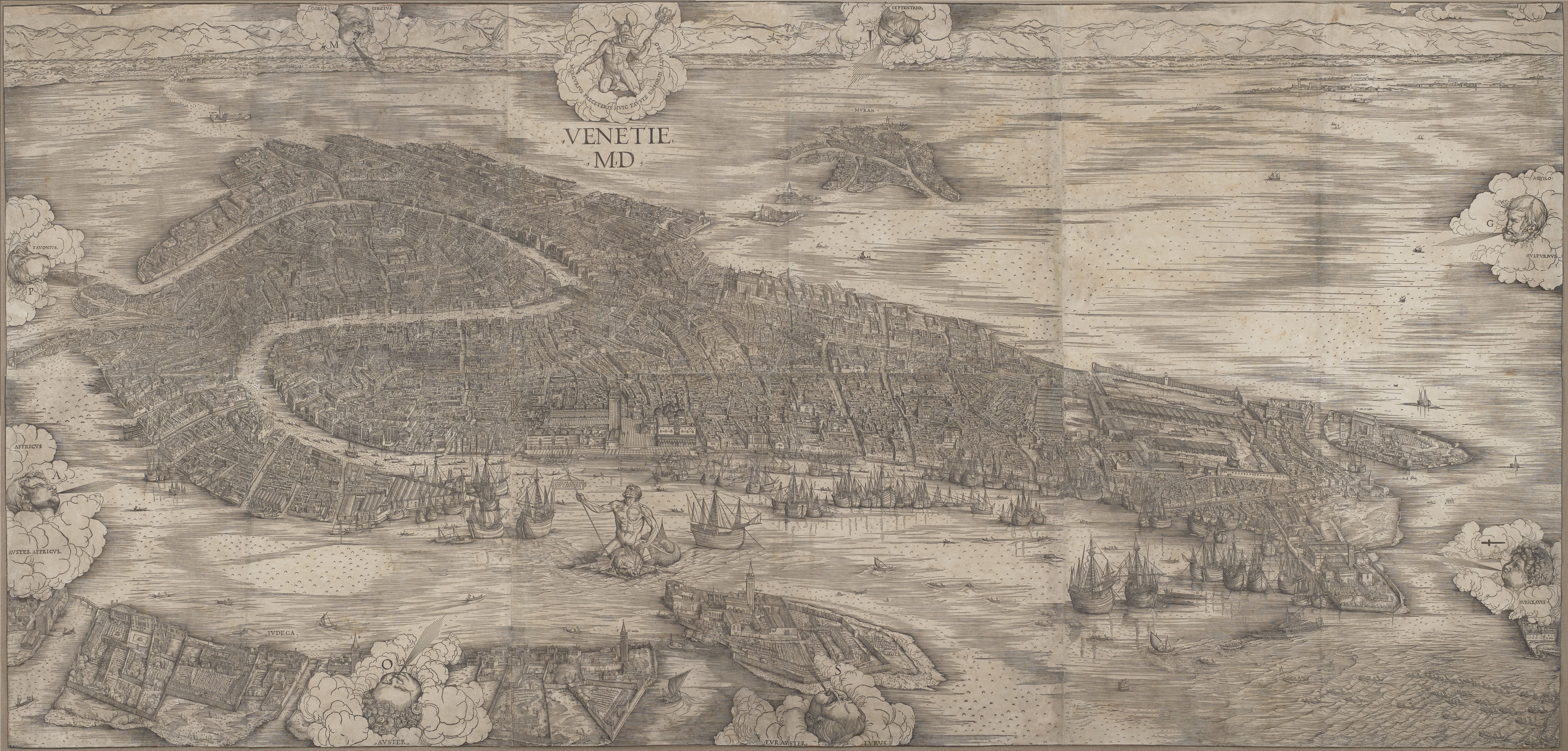
Jacopo de’ Barbaris Plan von Venedig, 1500; 132,72 × 277,5 cm; die sechs hölzernen Druckstöcke liegen im Museo Correr

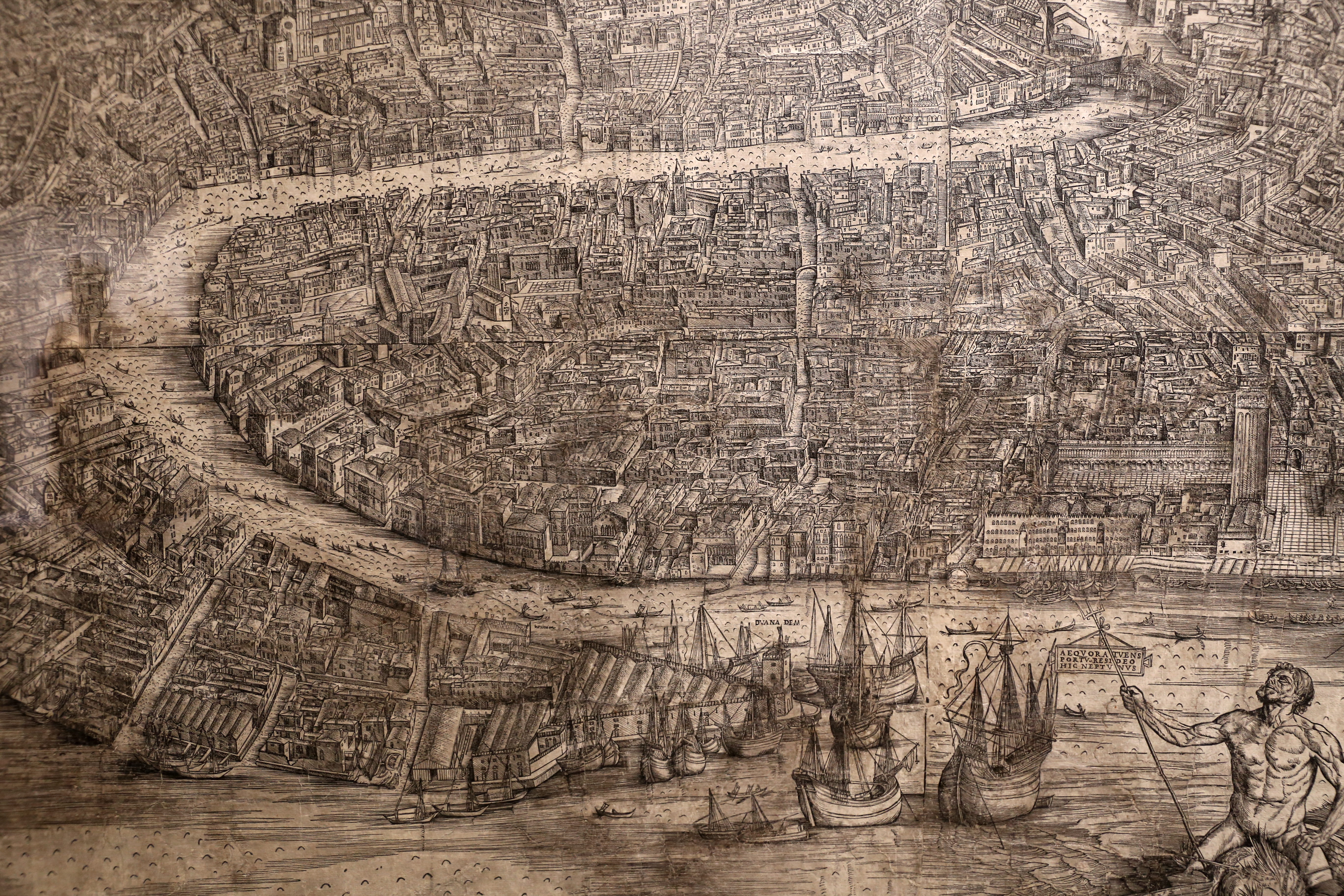
Ausschnitt mit dem Markusplatz rechts im Vordergrund, weiter hinten der Canal Grande mit der Rialtobrücke rechts im Hintergrund; etwa in der Mitte die Einmündung des Rio San Polo, links davon die Häuser der Barbarigo di San Polo und der Palazzo Pisani Moretta

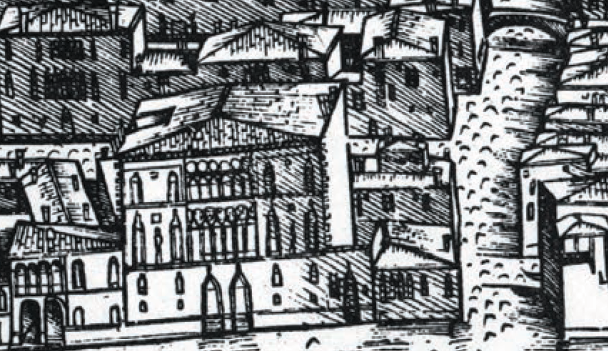
Zentral der Pisani-Moretta-Palast, rechts die Bebauung vor dem Bau des Palazzo Barbarigo

Schon seit 1511 waren die Barbarigo di San Polo im Besitz zweier Gebäude, die auf dem Plan von Jacopo de’ Barbari aus dem Jahr 1500 zu erkennen sind. Ähnliches gilt für die Holzschnitte von Giovanni Andrea Valvassore († 1572) und Matteo Pagano (1515–1588). Allerdings zeigen auch die Pläne von Matthäus Merian von 1638 noch immer die alten Bauten de’ Barbaris, die zu dieser Zeit bereits über 70 Jahre verschwunden waren, denn 1565 wurden die beiden Häuser abgerissen.

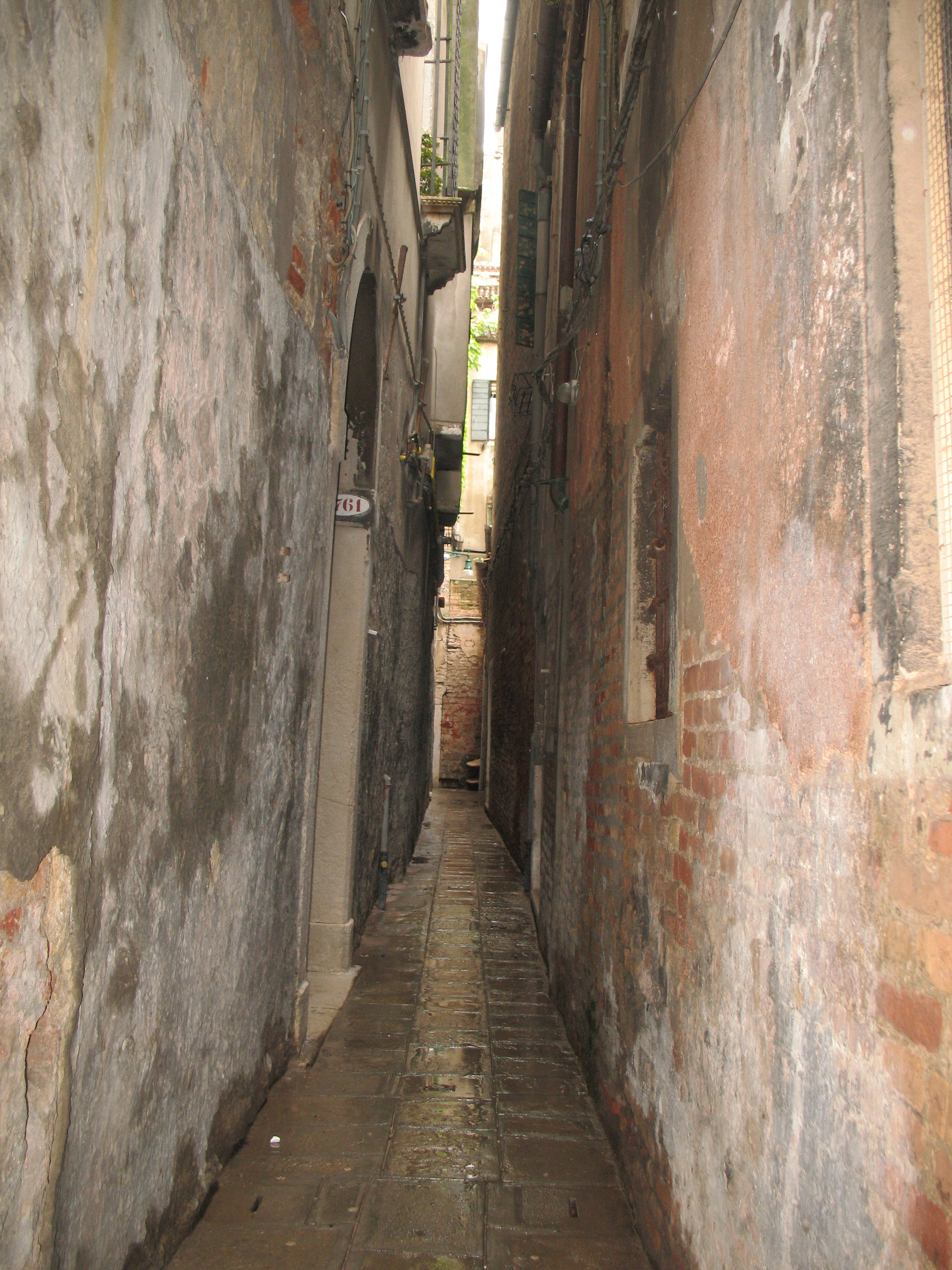
Die enge und verwinkelte Calle Corner, benannt nach der Ca’ Corner (Eingang links zu sehen), die sie zunächst passiert, erlaubt den Landzugang zu den Palazzi Barbarigo und Pisani Moretta, aber auch zum Hotel.

Der Antrag für den Neubau bei den Giudici di Piovego wurde am 5. Dezember 1565 gestellt. Die Familie lebte zunächst in Baulichkeiten am Rio di San Polo, die nach weiteren An- und Umbauten nicht mehr erkennbar sind. Dabei lassen sich anhand der bis heute bestehenden istrischen Eckquader – gemeint ist der weiße, sogenannte istrische Marmor – die Dimensionen des Neubaus erkennen. Sie finden sich zwischen Rio San Polo, Calle Corner im Nordwesten, im heutigen Innenraum im Süden und an der Ostwand des schmalen Flügels, der auf die Terrasse blickt. Auch der südliche Annex ist durch spätere Umbauten nicht mehr erkennbar. Dabei dürften Pfahlfundamente und altes Mauerwerk wiederverwendet worden sein. Im Rahmen des Bauantrags ersuchte man um Begradigung der Baugrenzen des Grundstücks zu einem Geviert. Am 11. Dezember 1565 stimmte die Behörde zu und ließ vier Tage später Vermessungen vornehmen. Nach einer erneuten Begehung wurden Balkone mit Balustradengittern vermerkt. Am 28. Juni 1566 wurde der Neubau erstmals in einer Steuererklärung erwähnt.
Steinmetz und Bauleiter war Bernardino Contin, der zwischen 1568 und 1597 in den Quellen auftaucht. Er stand in einem ungeklärten Verwandtschaftsverhältnis zu dem Baumeister Antonio da Ponte (1512–1595), der am Bau der Rialtobrücke zwischen 1588 und 1591 maßgeblich mitwirkte. Bauherr des Palastes war Daniele Barbarigo (1515–1576), der bereits am 22. Februar 1572 sein Testament aufsetzte, aber erst im Februar 1576 starb. Ein erster Vertrag wurde am 29. Mai 1566 mit den Steinmetzmeistern Bernardino Contin und Vincenzo de Quadro geschlossen, die in der Gemeinde San Trovaso lebten; am selben Tag erhielt der Maurermeister Martino de Castegnedollo einen Vertrag, den Contin mitunterschrieb. Daniele Barbarigo erwähnt zwar in einer Notiz vom 15. August 1566 den „Modello“, den Entwurf für das Gebäude, das die bisherigen beiden Häuser der Barbarigo ersetzen sollte, doch ist dieser nicht erhalten geblieben. Am 8. Juni 1567 folgten Verträge mit den Zimmermeistern Marco di Antonio da Bergamo und Francesco di Alessio. Die Grundsteinlegung wurde am 18. Juli 1567 nachgeholt, wobei Contin 929 Dukaten für seine Steinbauarbeiten abrechnete. Die Außenarbeiten waren Mitte 1568 so weit fortgeschritten, dass Contin am 2. Juni 1568 seine erste große Baurechnung vorlegen konnte. Darin wurden bereits Arbeiten an der Hauptfassade zum Rio San Polo und die Arbeiten an der Calle aufgeführt. Der Um- und Neubau des Palazzo Barbarigo erfolgte im Kern zwischen Juni 1566 und Mai 1568.
Nun konzentrierte man sich auf die Innenarbeiten, die ähnlich zügig vonstattengingen. Am 23. Dezember wurde mit dem Steinmetzen Antonio Gesia, der ebenfalls aus Lugano stammte, der Vertrag für den Hausbrunnen im Portego, dem großen Saal, des Wassergeschosses abgeschlossen. Einfassung und Nischenauskleidung sollten aus rotem Veroneser Marmor gefertigt werden. Am 19. März 1569 wurden alle Fensterscheiben in Auftrag gegeben. Nachdem diese eingesetzt worden waren, konnte mit der Innendekoration begonnen werden, etwa mit der Bemalung von Decken und Wänden. Mit dem Schreiner (marangon) Marco di Antonio aus Bergamo erfolgte am 6. Juni 1569 ein Vertragsabschluss, der die Grundlage für die Herstellung aller Türen bildete. Am 3. November folgte ein Vertrag für bronzene Türklopfer und am 14. Februar 1570 legte Bernardino Contin seine dritte und abschließende Rechnung vor. Im Frühjahr 1570 war das Bauwerk fertiggestellt.
Das kleinere Gebäude am Canal Grande gehörte zunächst sowohl den Barbarigo als auch den Badoer. Am 8. August 1584 erwarb Lucietta Barbarigo, Witwe des Daniele Barbarigo, die zweite Hälfte des kleinen Hauses am Canal. Dies machte den Weg für einen Neubau für ihre Söhne frei, der bis an den Canal reichen sollte. Wie aus einem Ersuchen der Witwe bei den Dieci Savi sopra le Decime in Rialto hervorgeht, befand sich dort eine Färberei (tintoria). Dabei dürfte es sich um eines der letzten Handwerkerhäuser am Canal Grande gehandelt haben. Weniger als vier Jahre später ersuchte die Besitzerin und Witwe Lucietta bei den Dieci Savi sopra le Decime in Rialto um Erlass der Steuern auf die Färberei, „per ess[endo] essa Casa, et tentoria ruinata“ (weil das Haus und die Färberei abgerissen sei). Am 28. Juli 1592 erfolgte die Besichtigung durch die Giudici del Piovego, die für die Land- und Wasserwege zuständig waren. An das Haupthaus angegliedert wurde Richtung Canal Grande das Gebäude für Cristoforo und Domenico Barbarigo errichtet, das zugleich an den Rio di San Polo grenzte.
In einer weiteren Bauphase – und mit dem Gebäude für Cristoforo und Domenico Barbarigo nicht zu verwechseln – entstand der schmale, an den benachbarten Palazzo Pisani-Moretta angrenzende mehrgeschossige Flügel. Dieser Bau erfolgte erst nach der Eröffnung des Testaments der Lucietta Barbarigo im Jahr 1596.
Nicolò Antonio Giustinian Barbarigo verkaufte um 1850 die umfangreiche, mindestens 102 Gemälde umfassende Sammlung, vor allem an Zar Nikolaus I. nach Sankt Petersburg. Darunter befand sich eine bedeutende Sammlung an Werken Tizians. Heute findet sich noch vereinzelt wandfeste Innendekoration, wie Supraporten im Piano nobile aus dem 19. Jahrhundert. Darüber hinaus wurden vor wenigen Jahren die bemalten Holzbalkendecken aus dem 16. Jahrhundert in der Kapelle (die seinerzeitige Nutzung ist unklar) und im tiefen Kaminzimmer zum Canal Grande restauriert. In den 1960er Jahren ersetzte eine Substruktion aus armiertem Zement die bis dahin bestehende Decke unterhalb der Terrasse.
Im ersten Piano nobile befindet sich seit 1972 das Deutsche Studienzentrum in Venedig einschließlich seiner Bibliothek, die mehr als 13.000 Bände birgt. Diese Bibliothek mit ihren hohen Fenstern, die auf die Terrasse blicken, nimmt zwei Räume ein, den Abschluss zum Canal Grande bildet seit 2018 ein dritter Raum. Hinzu kommen eine Wohnung im zweiten Piano nobile und die Zimmer der Stipendiaten – Künstler, Kunsthistoriker, Historiker, Musikwissenschaftler –, die von der anderen Seite der Sala über eine Treppe zu erreichen sind. Zudem bewohnt ein Zweig der Familie Loredan das zweite Piano nobile, wo sich insgesamt drei Wohnungen befinden. Das Mezzaningeschoss wurde 2006–2007 zum Hotel umgebaut, was baugeschichtliche Untersuchungen ermöglichte.
Das Interieur des Primo Piano Nobile stammt weitgehend aus der zweiten Hälfte des 16. und dem späten 19. Jahrhundert, während die Inneneinrichtung des Secondo Piano Nobile aus dem späten 18. Jahrhundert stammt.

### Nutzung und Besitzverhältnisse

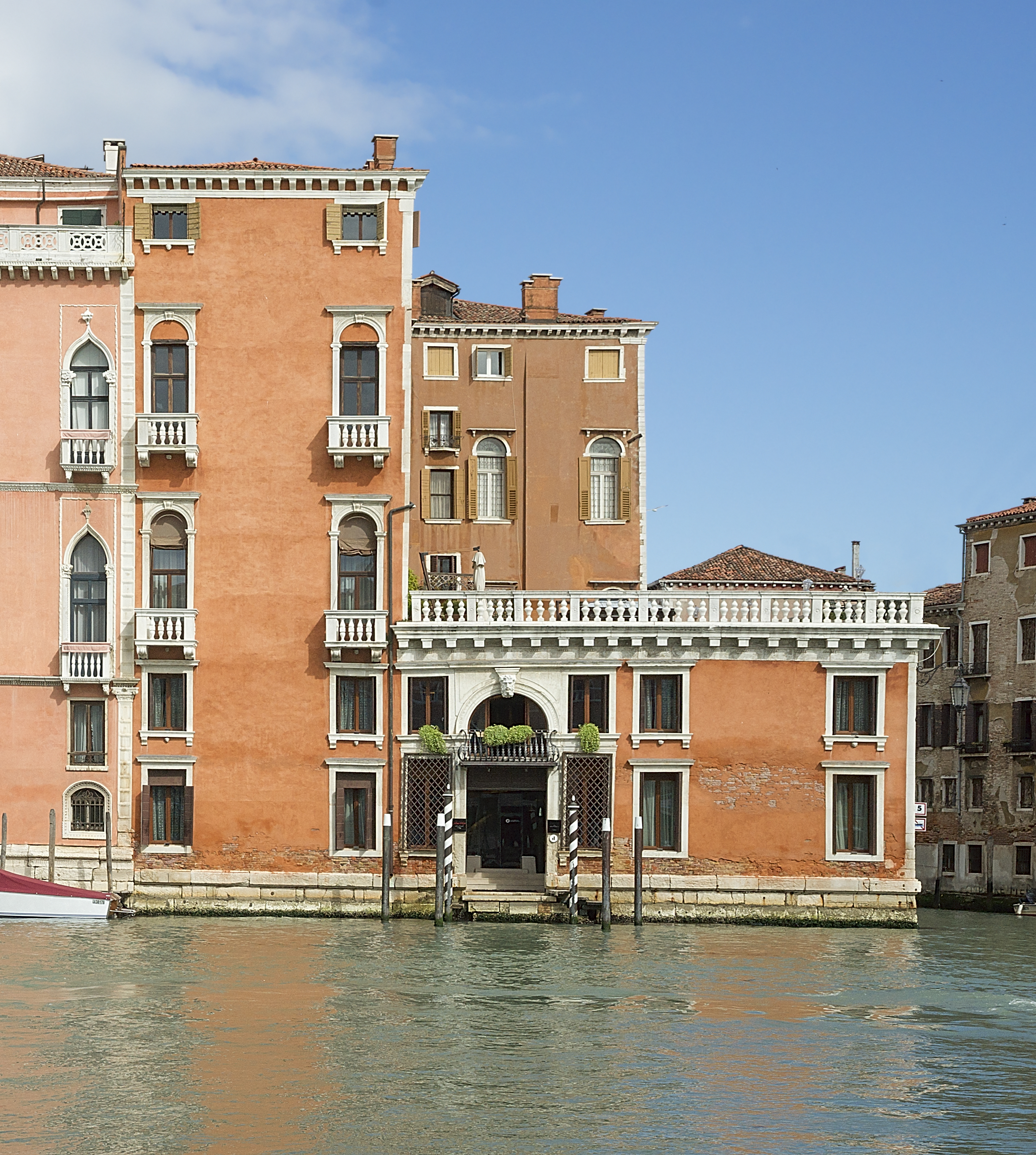
Blick vom Canal Grande, im Vordergrund das Wassergeschoss, in dem sich heute ein Teil des Hotels Palazzo Barbarigo sul Canal Grande befindet

Aus einem Steuerbekenntnis des Lodovico di Andrea Barbarigo (vor 1536 bis 1594) geht zum einen hervor, dass er mehrere Häuser vermietete, deren Miethöhe sich zwischen 12 und 90 Dukaten bewegte. Zum anderen geht daraus hervor, dass der Palast nicht nur von den Barbarigo di San Polo bewohnt wurde, sondern dass auch schon die Vorgängergebäude partiell vermietet waren. In diesem Falle war der Mieter Daniele di Daniele (1515–1576), ein Neffe Lodovicos. Auch Daniele Barbarigo, der spätere Bauherr, lebte zunächst dort zur Miete, ebenso wie ein gewisser Zanchi, der „eine Hälfte“ (una meza) gemietet hatte, für die er „20“ zahlte. Vielleicht handelte es sich um ein Geschoss, das er gemietet hatte.
Auch der Neubau der ersten Bauphase war Anfang des 17. Jahrhunderts nicht mehr nur von den Barbarigo bewohnt. Als im Dezember 1622 Domenico Barbarigo, Sohn des Daniele, im Alter von 60 Jahren verstarb, mussten seine Testamentsvollstrecker ab März 1627 das Wassergeschoss an den Markgrafen Girardo Martinengo für 400 Dukaten pro Jahr vermieten, da der Verstorbene die Familie in einer ökonomisch prekären Lage zurückgelassen hatte. Die Testamentsvollstrecker Marin Zane di Lunardo und Valerio Michiel di Marc’Antonio listeten penibel auf, welche Gegenstände am Ende der fünfjährigen Vermietungsdauer zurückzugeben waren. Das Obergeschoss wurde ab 1661 an Alvise Foscari für 250 Dukaten vermietet; es war 90 Jahre zuvor für 130 Dukaten an die Badoer vermietet worden. Die Badoer waren also einerseits Miteigentümer am ehemaligen Magazinhaus, lebten zugleich aber zur Miete im Wohnhaus der Barbarigo.
Erleichtert wurde diese Art der Nutzung dadurch, dass der Palast fünf Zugänge vom Wasser und vier vom Lande hatte. Auch bestanden zwei größere Treppenhäuser und fünf Treppen, davon waren wohl zwei für das Personal vorgesehen. Eine von ihnen gestattete es, alle Geschosse zu erreichen, ohne die Haupttreppe zu nutzen. Sie endete in heutigen Stipendiatenzimmern.

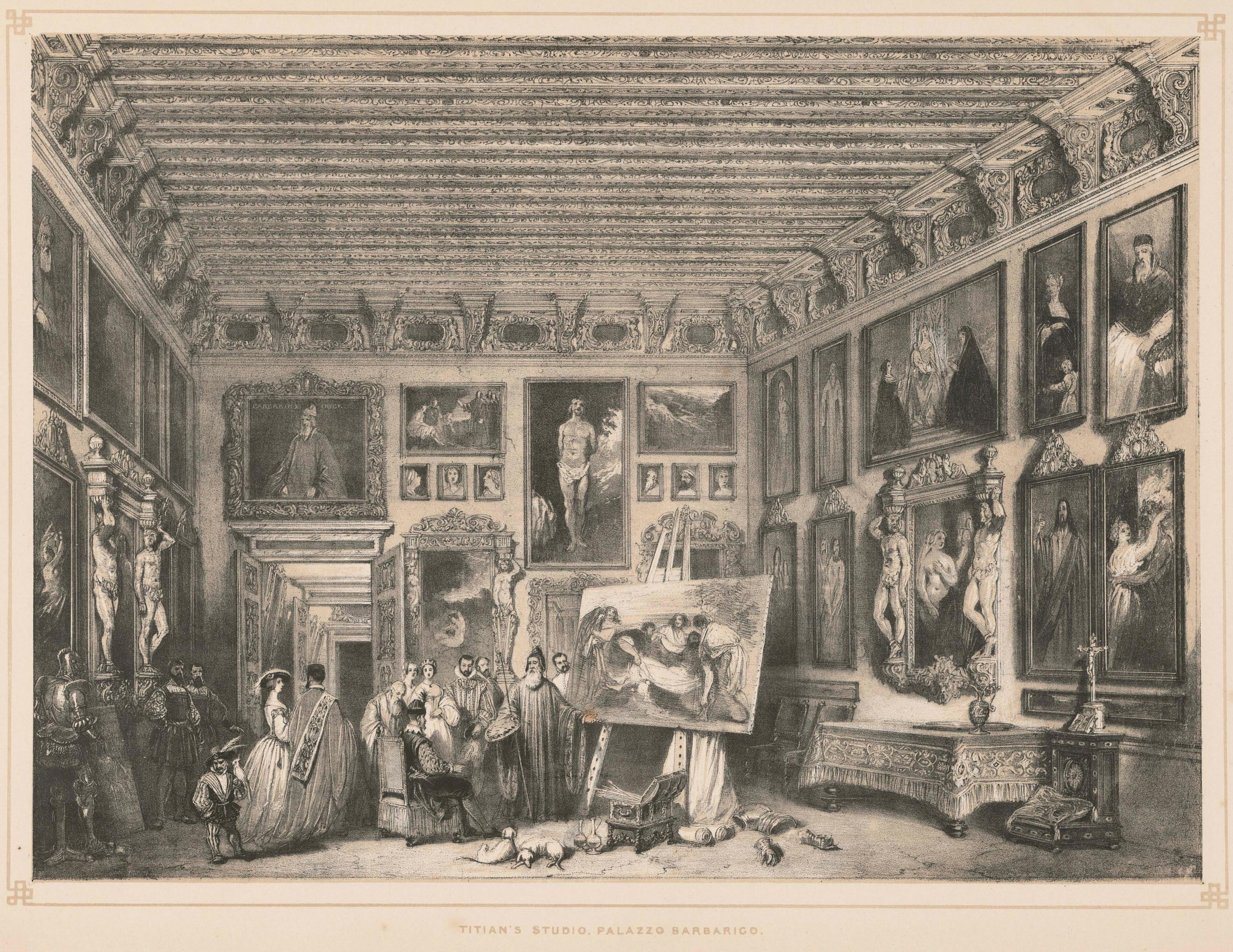
Joseph Nash: Titian's studio. Palazzo Barbarigo (Lithographie), in: William Frederick Lake Price: Interiors and Exteriors in Venice, London 1843 (Digitalisat)

Giovanni Filippo (Zuane) Barbarigo (1773–1843), der letzte Vertreter seines Familienzweiges, Sohn des 1736 geborenen Alvise Filippo und der Chiara Maria Michiel, die am 28. September 1752 geheiratet hatten, wurde einziger Erbe des Palastes. Giovanni oder Zuane, wie er im Venezianischen hieß, heiratete 1793 Chiara Maria Pisani Moretta (1773–1840), die Erbin des angrenzenden Palazzo Pisani Moretta, doch blieb das Paar kinderlos. Der erbenlose Witwer setzte 1843 testamentarisch einen Nicolò Antonio Giustinian da San Pantaleone, seinen „Verwandten und Freund“, zum Erben ein, der zunächst einige der elf Tiziangemälde an sich riss und die überaus wertvolle Gemäldesammlung einschließlich der Tizianwerke bald verkaufte. Alvise Zorzi nennt ihn „gierig und ignorant“. Doch auch diese Familie, deren Angehörige den Namen Barbarigo entsprechend Zuanes Testament angenommen hatten, starb mit den Schwestern Orsola und Maria di Sebastiano Giulio aus.
Heute sind einige der Zugänge vermauert, wie etwa zum Hotel Palazzo Barbarigo sul Canal Grande, das innerhalb des Palastbaus liegt. Es beansprucht das zum Canal Grande gewandte Wassergeschoss im Bereich des alten Magazingebäudes und das folgende, sich über die Gesamtfläche des Palastes ausdehnende Halbgeschoss.

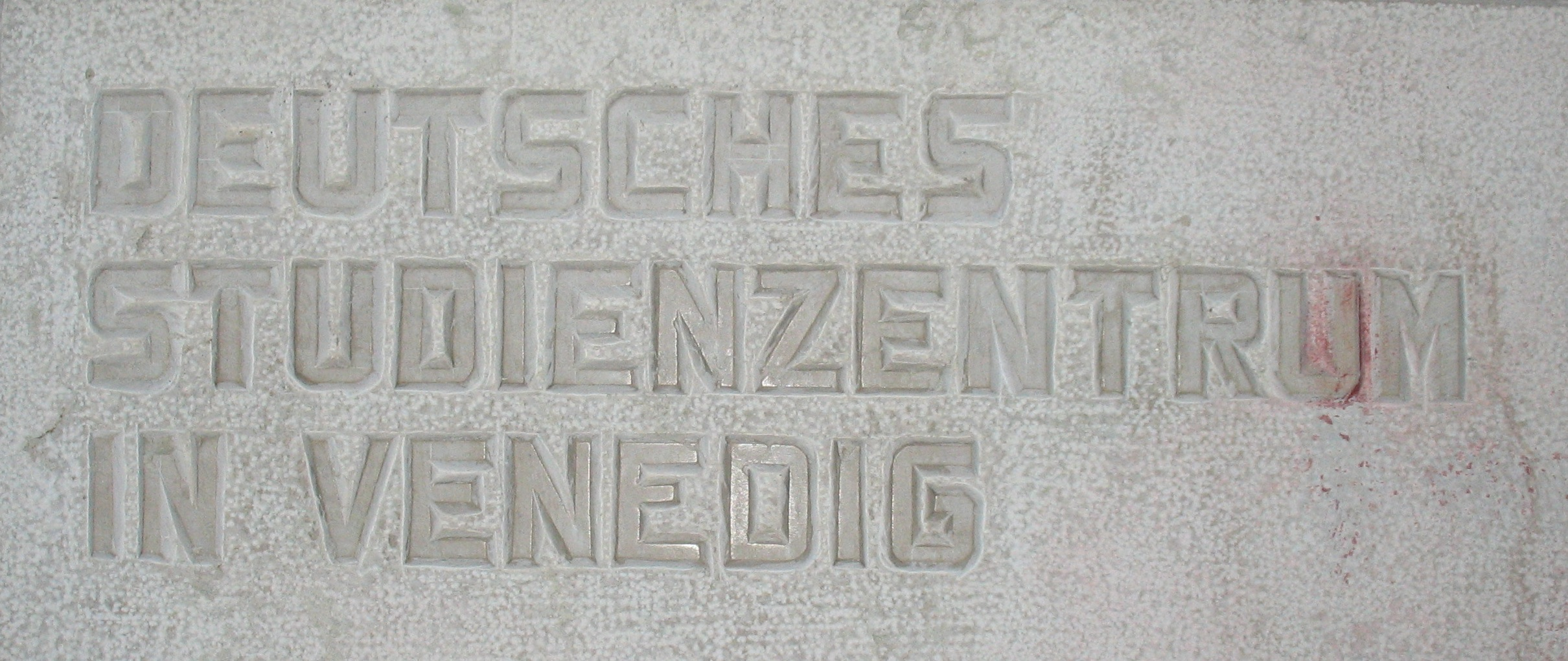
Tafel neben dem Landeingang in der Calle Corner

Dem 1972 gegründeten Deutschen Studienzentrum gehören heute das Wassergeschoss des alten Wohnhauses, der links von der Haupttreppe abgehende Mezzaninbereich, der nur die kleine Küche und ein Bad birgt, sowie der Primo Piano Nobile mit der Terrasse und seinem internen Mezzanino auf der Fläche des ehemaligen Kernbaus. Die Räumlichkeiten wurden bereits im Sommer 1969 von der Fritz-Thyssen-Stiftung erworben, am 17. April 1970 entstand der Verein Deutsches Studienzentrum in Venedig e. V., zwei Jahre später wurde das Studienzentrum gegründet.
Der Secondo Piano Nobile sowie die weiteren Mezzanini wurden in Wohnungen aufgeteilt. Contessa Loredan, die Vermieterin, bewohnt die Sala, den zentralen Hauptraum, und die davon linksseitig gelegenen Räume sowie das interne Mezzaningeschoss, das durch einen Aufzug erreicht wird. Seit 2019 ist das Deutsche Studienzentrum Mieter eines weiteren Raumes.

## Fassaden
Während die nachmittelalterlichen Paläste am Canal Grande, mit Ausnahme der Ca’ d’Oro, einer dreiteiligen Typologie mit einem Zentralportego im Piano nobile folgen, dem zwei große Räume an den Seiten angelagert sind, dazu eine Schaufassade Richtung Canal Grande, weicht der Palazzo Barbarigo mit seiner Eckkonstruktion erheblich davon ab.

### Die Rio-San-Polo-Seite

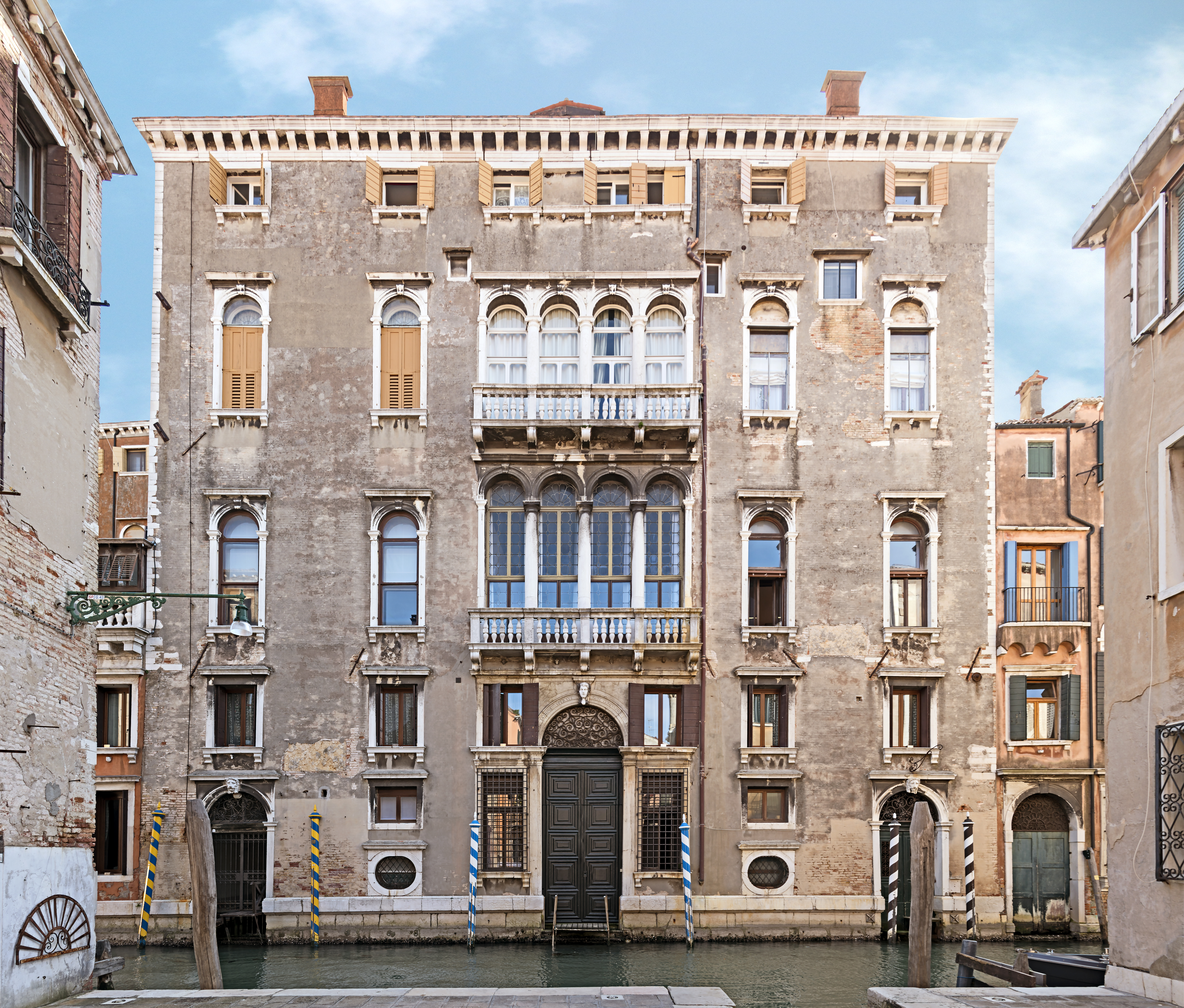
Die Fassade zum Rio di San Polo, gesehen vom Campo del Remer. Als Campi werden in Venedig die meisten Plätze bezeichnet.

Die dem Rio di San Polo zugewandte Fassade besteht aus undekorierten und grau verputzten Flächen. Sie orientiert sich an der für venezianische Palazzi typischen Dreiteilung des Grundrisses mit ihrem durchgehenden Portego und flankierenden Durchgangszimmern, die sich auch in der Fassade niederschlägt, vor allem in der Portal- und Fensteranordnung. Dies betont die Mittelachse, die durch das Hauptportal und die Fensterarkaturen mit jeweils vier Rundbögen und Balkonen verläuft, die sowohl Primo als auch Secondo Piano Nobile auszeichnen. Im Dachgeschoss wird die Arkatur durch vier nebeneinander liegende, quadratische Fenster wieder aufgenommen. Im ersten Hauptgeschoss sind die Kapitelle der Säulen dorischer, im zweiten ionischer Ordnung. Die breite Mittelachse wird von jeweils einem der Geschosshöhe entsprechenden Fensterpaar flankiert. Diese schließen in den zwei Hauptgeschossen nach oben mit einem auf Kämpfern aufsetzenden Rundbogen ab, dessen Schlussstein verziert ist. Auch hier werden im Dachgeschoss die Fensterbreiten durch quadratische Fenster wieder aufgenommen.
Zwei schlanke Pfeiler und eine Rundbogenöffnung, die auf einem verkröpften Gesims ruht, bilden das Hauptportal. Über der dem Te Deum entnommenen Inschrift (IN TE DOMINE SPERAVI NON CONFVNDAR IN ÆTERNVM, d. h. „Auf dich, Herr, habe ich meine Hoffnung gesetzt. In Ewigkeit werde ich nicht zuschanden“) ist das Haupt des Propheten Daniel zu sehen, wie Spesenabrechnungen von 1568 belegen, wohl eine Anspielung auf den Bauherrn Daniele Barbarigo. Tympanon und eine darüber angelegte Konsole bilden einen Zwickel, der, wie so oft in Venedig, aus istrischem Marmor besteht. Die kassettenverzierte Holztür ist von zwei rechteckigen Fenstern mit Konsolbänken flankiert. Stiche des Vedutisten Marco Moro (1817–1885) erweisen, dass das linke Seitenportal zu dem Ausmaß eines tief heruntergezogenen Fensters zugemauert worden war. Ähnliches lässt sich anhand der Arbeiten des Stechers Johann Poppel (1807–1882) belegen. Auch wurde die Arkatur des Primo Piano Nobile erhöht. In den Veduten Marco Moros, aber auch denen von Vincenzo Coronelli, entsprach die Fensterhöhe noch derjenigen der Fenster der Seitenachsen. Sieht man von kleineren Veränderungen ab, entspricht die heutige Fassade dem Zustand nach der Erbauungszeit. Möglicherweise verliefen aber Außenkamine zwischen den äußeren Fenstern, was allerdings nur der Coronelli-Stich belegt. Für eine Ausstattung mit Fresken gibt es, auch wenn sie vermutet wurde, keinen Beleg. Freien Blick auf die Fassade erhält man vom gegenüberliegenden Campo del Remer, einem Platz, der vor 1729 entstanden sein muss.

### Die Canal-Grande-Seite

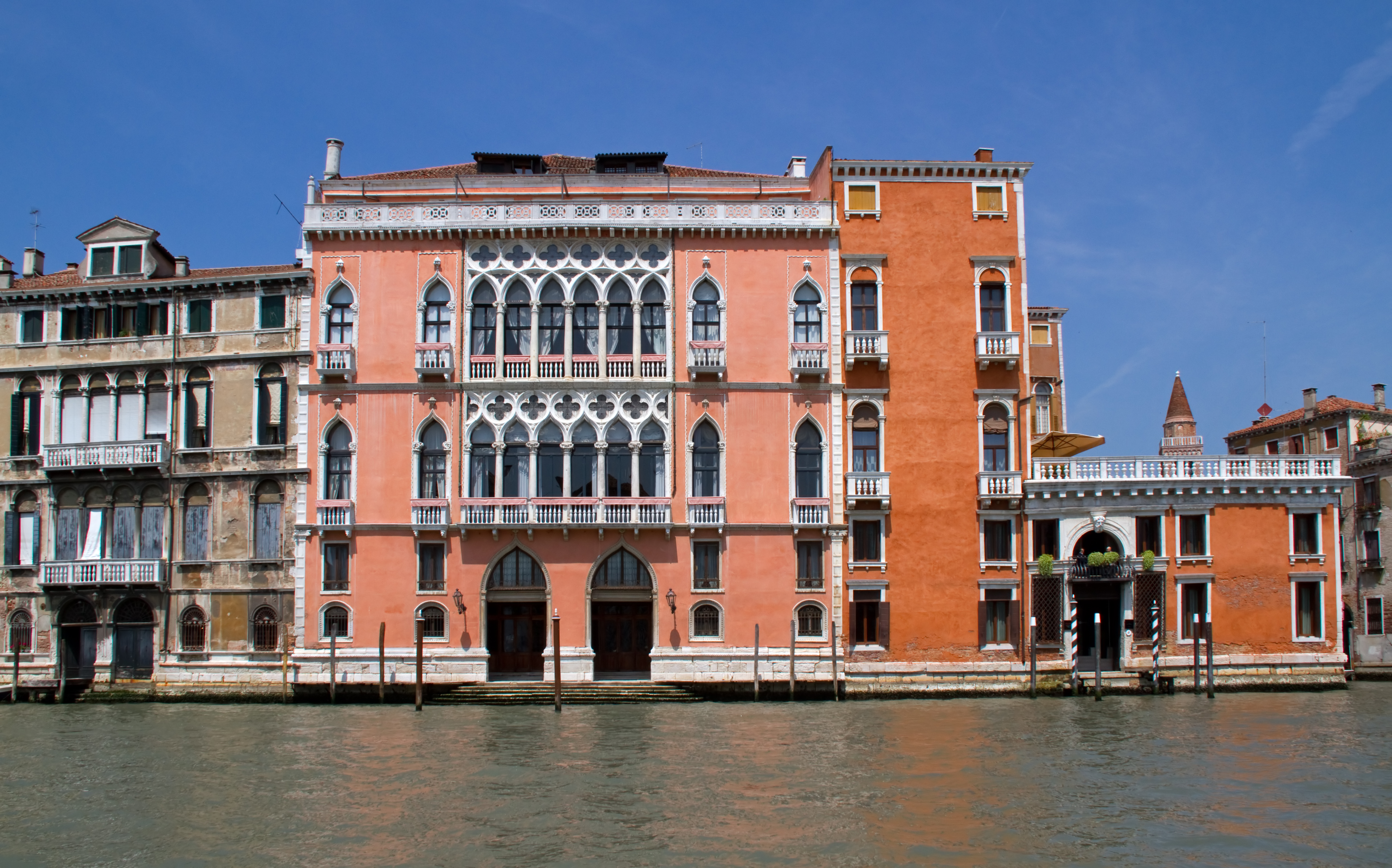
Das Ensemble der Paläste vom Canal Grande aus gesehen

Die Fassade, die auf den Canal Grande blickt, ist zweigeteilt. Sie besteht im unteren Bereich aus dem Baukörper, auf dem sich die Terrasse befindet, und der hoch aufragenden Frontseite des Flügelbaus. Dabei kann sich die L-förmige Fassade mit den hinter der Terrasse aufragenden Fassaden als Einheit darbieten, es kann aber genauso gut der Eindruck entstehen, als handle es sich bei den Einheiten oberhalb der Terrasse um ein zurückliegendes, eigenständiges Gebäude. Die unterschiedlichen Rottöne des Putzes verstärken letzteren Eindruck.
Die klassische Aufteilung der venezianischen Palazzi findet sich nur im Wassergeschoss und im darüberliegenden Mezzaningeschoss, die unterhalb der weitläufigen Terrasse liegen. Darüber besteht, im Gegensatz zur San-Polo-Fassade, keine breite Mittelachse, so dass man hier auf Balkone zurückgriff, die man den vier vorhandenen Fenstern vorsetzte. Diese Fenster – rechts und links des Portals quadratisch – wurden im 19. Jahrhundert nach unten verlängert. Über dem Hauptportal des Wassergeschosses findet sich auch hier eine Inschrift mit einem Zitat aus den Psalmen: DOMINUS CUSTODIAT INTROITUM ET EXITUM TUUM (übersetzt: „Der Herr behüte Deinen Ein- und Ausgang“). Die obere, hochrechteckige Fensterreihe verlief ursprünglich nicht auf einer Linie, bzw. es wurden die zwei Fenster des Flügelbaus in ihrer Höhe nicht genau den übrigen vier Fenstern angepasst. Dies weist darauf hin, dass der Flügelbau zwischen das Magazingebäude der Barbarigo und den Palazzo Pisani Moretta eingefügt wurde.
Die Fassade oberhalb der Terrasse ist vierachsig und dreizonig angelegt. Eine ausgesprochene Asymmetrie entsteht durch die dortige Anordnung der Fenster, vor allem aber durch variierende Fenstermaße. Zwischen den beiden äußeren Achsen befindet sich jeweils ein vom Dachgeschoss bis zum Primo Piano Nobile hinabreichender Außenkamin. Während die Hauptgeschossfenster der zwei rechten Achsen rundbogig abschließen, sind die der zwei linken Achsen hochrechteckig. Darüber befinden sich die kleineren rechteckigen Fenster der Mezzaningeschosse. Unter dem Dach befinden sich vier nahezu quadratische Fenster. Bedingt durch das nachträglich angehobene Terrassenniveau sind die Fenster des Primo Piano Nobile verdeckt. Um 1900 wurde der Tür, über die man die Terrasse betritt, ein Wintergarten vorgesetzt, eine Bussola. Das untere Fenster im Primo Piano Nobile bildete lange Zeit einen zweiten Zugang zur Terrasse. In dem Winkel zwischen den beiden Fassaden entstand, ebenfalls um 1900, eine zweite Bussola, die durch eine noch heute bestehende Tür von der Bibliothek aus zugänglich war. Ihre Höhe ist noch immer an der Wand der Ostfassade erkennbar.
Die ostwärts orientierte Fassade schließt sich im rechten Winkel an. Die beiden Fassaden sind durch einen bis um 1900 bestehenden Lichthof verbunden, der geschlossen wurde und heute einen Fahrstuhlschacht birgt. Der Schacht ist auf Höhe des Secondo Piano Nobile durch eine mit einem Fenster versehene Brücke verbaut.

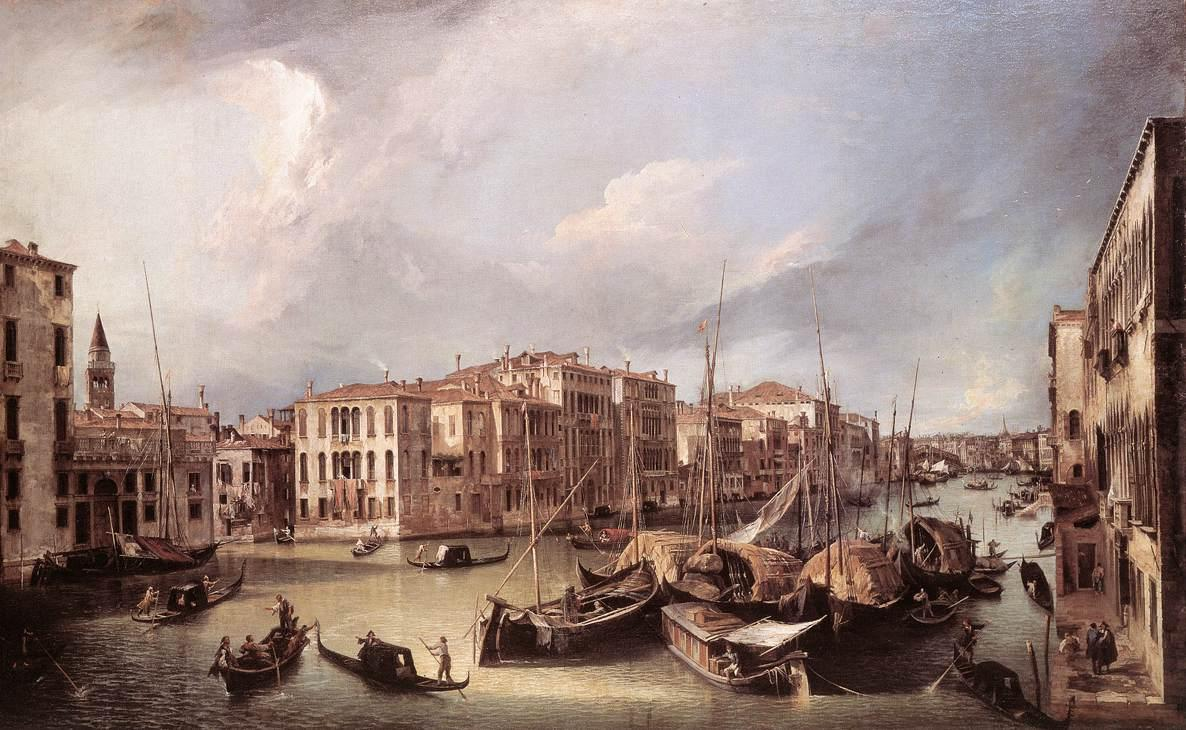
Der Canal Grande Richtung Rialtobrücke, links der Palazzo Barbarigo della Terrazza, Canaletto, um 1725

Die Westfassade ist gleichfalls asymmetrisch durch sechs Achsen und drei Register gegliedert. Vier Kamine verlaufen oberhalb der Mauer zwischen den Fenstern. Die vier inneren Achsen liegen eng aneinander, wohingegen sich zwischen den zwei äußeren eine große Lücke findet. Es bestehen sechs rundbogige Fenster in der untersten Fassadenzone, ebenso wie im Secondo Piano Nobile. Unter dem Dach finden sich auch hier annähernd quadratische Fenster, diesmal fünf an der Zahl. Das kleine Fenster zwischen der äußeren und der darauf folgenden Achse auf Höhe des zweiten Hauptgeschosses fügt sich überhaupt nicht in die Fassadengliederung ein.
Das Canaletto-Werk Der Canal Grande in Venedig mit der Rialtobrücke weist nicht die heute vorhandene bräunliche Fassade auf, sondern einen cremefarbenen bis weißen Ton. Das Gleiche gilt noch für die Zeit um 1885. Auch ist auf älteren Darstellungen erkennbar, dass sich im Verbund mit der ostwärts orientierten Mauer des Flügelbaus zwei holzverkleidete Türme – eine Art Treppenhäuser – bis unterhalb des Secondo Piano Nobile erhoben, die ein eigenes Dach und Fenster besaßen. Sie verschwanden wohl mit dem Umbau der Terrasse um 1900.

### Die Terrasse

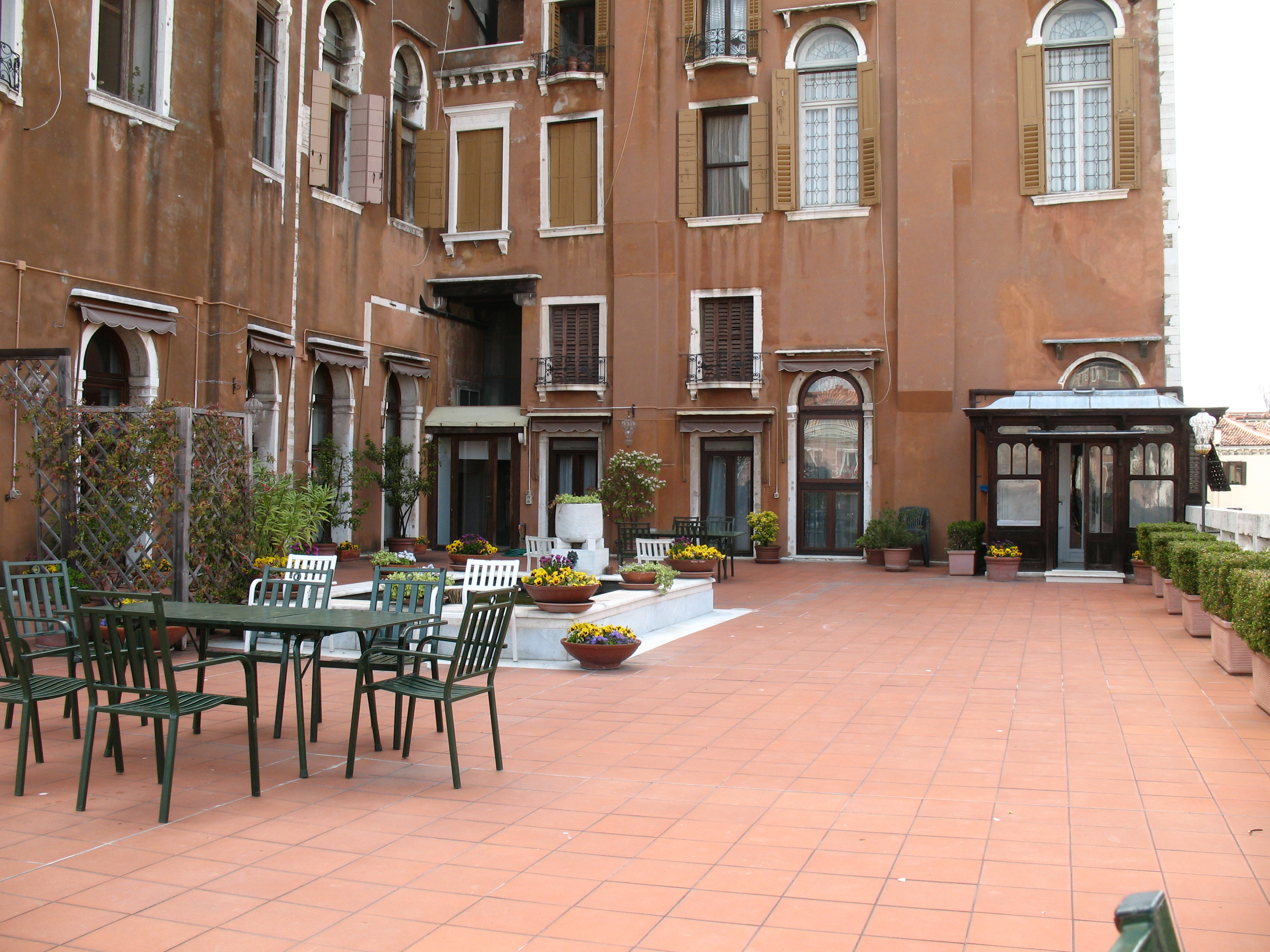
Blick über die Terrasse; links die Bibliotheksräume, zentral das Direktorenzimmer, rechts die Bussola

Die Terrasse, die 14 mal 24 Meter misst, war in einem Stich von Luca Carlevarijs mit einer Dachziegelbedeckung versehen. Auf Vincenzo Coronellis Stichen von 1708 bis 1709 schließt die Terrasse mit einem ziegelbedeckten Satteldach ab. Das Gemälde von Canaletto zeigt einen niedrigen Bau mit Dach und Schornsteinen. Die vielfach behauptete Bepflanzung eines giardino pensile, eines hängenden Gartens, lässt sich damit nicht belegen, im Gegenteil nennt sie Jan-Christoph Rößler eine „Phantasterei“.
Auch die Annahme, der Palastname sei um die nähere Bezeichnung „della Terrazza“ schon in der Bauzeit erweitert worden, findet in den Quellen keine Bestätigung. Dort erscheinen lediglich die Bezeichnungen „Casa Barbarigo“ oder „Palazzo Barbarigo di San Polo“. Erst Carlo Ridolfi (1594–1658) erwähnt die seit dem späten 19. Jahrhundert geläufige Bezeichnung erstmals 1627 in einem Inventar der Gemäldesammlung: „Casa dell’Ill[ustrissimi] S[ignori] Barbarighi detti della Terrazza“.
Bis zum Umbau um 1900 dürfte um den dachbedeckten Aufbau ein Umgang bestanden haben. Erst Gianjacopo Fontana erklärte 1845, die Terrasse erwecke den Eindruck, sich in einen hängenden Garten verwandeln zu können, zwei Jahrzehnte später brachte er diese Annahme noch deutlicher zum Ausdruck. Tatsächlich wurden entsprechende Pläne mit üppiger Begrünung sowie einem Laubengang wenig später in die Tat umgesetzt. Diese Gestaltung bestand bis in die 1970er Jahre.
Ähnlich wie die besagten Bussole entstand wohl um 1900 das heute bestehende Wasserbassin. Unterhalb der Bibliothek ist im Mezzaningeschoss am Rande der dortigen Deckentragkonstruktion in der östlichen Mauer ein verschwundener Zugang zur Terrasse auszumachen. Zugleich lässt sich feststellen, dass die Terrasse früher niedriger lag – man musste also zu ihr hinabsteigen –, und andererseits, dass man zur Balustrade (balaustro) hinaufsteigen musste.

## Innenausstattung

### PortegoundMezzanin

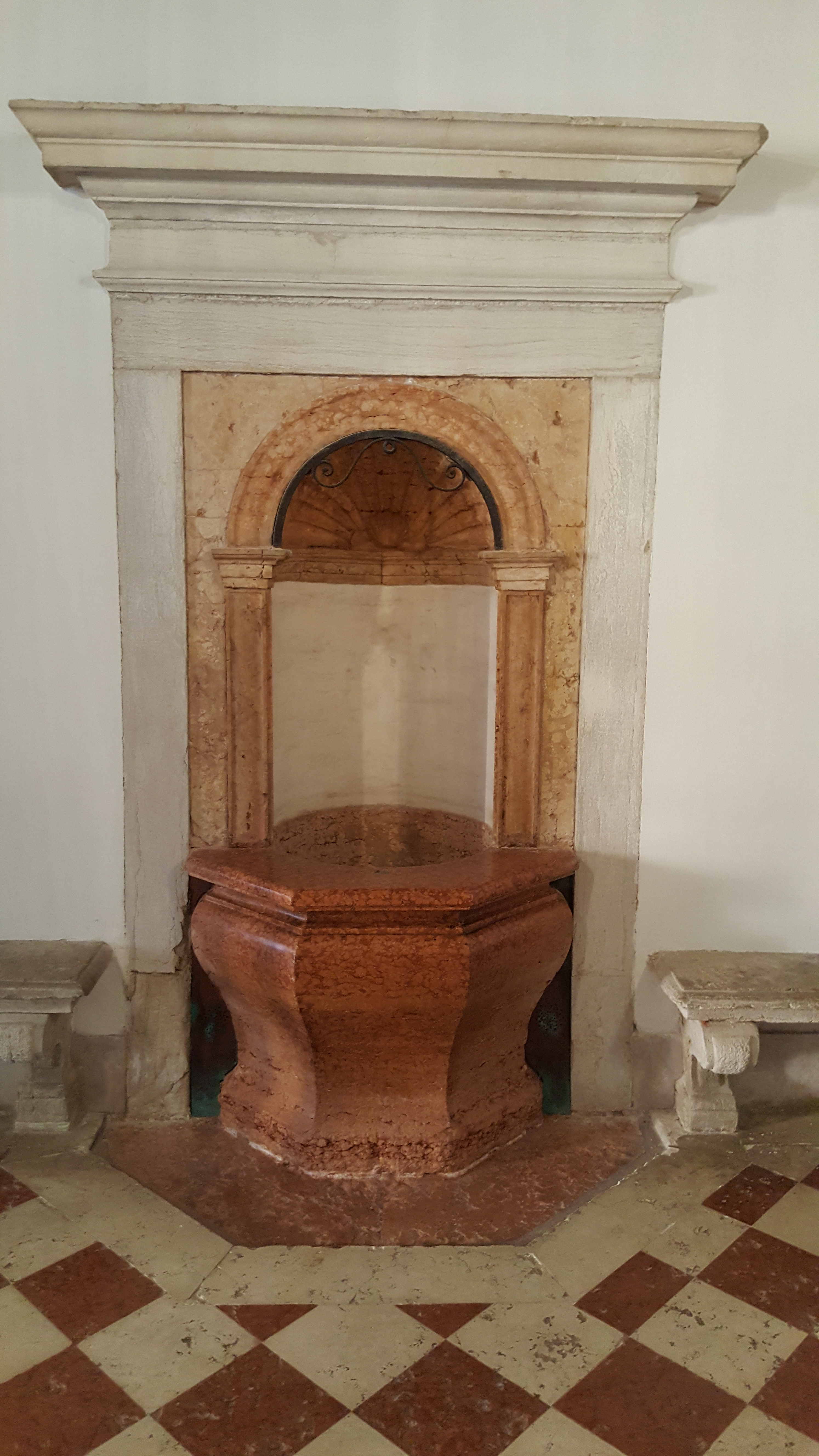
Der Brunnen aus Veroneser Stein

Der Zugang zum Portego des Deutschen Studienzentrums erfolgt zu Wasser oder zu Land, d. h. per Boot durch den Haupteingang am Rio di San Polo oder zu Fuß durch die extrem schmale und dunkle Calle Corner. Von dort betritt man die über 100 m² große Wassergeschosshalle, die sich bis zum Rio di San Polo erstreckt. Dessen Fußboden bedecken rautenförmige, hellrotfarbene und weiße Marmorplatten. Man durchquert das Mezzaningeschoss mit zwei in den Raum blickenden Fenstern den am Rio di San Polo liegenden Bereich des Portego, wobei der Raum durch eine in Holz gerahmte sowie durch Fenster und Tür gegliederte Glaswand abgetrennt wird, die im Zuge der Restaurierung in den 1960er Jahren entstanden ist. Das Wasserportal wurde wiederum durch einen Windfang umbaut. Ein Wappen in Holzkartusche – einst Teil einer Rückenlehne – hängt gegenüber dem Landeingang. Die Gestaltung des Wappens verweist auf die Familie Grimani und trägt die Worte „fides et honor“ („Glaube, auch Treue, und Ehre“).
Von den Längsseiten gehen nicht weniger als sechs, paarweise sich gegenüberliegende Türen ab. Die einfachen Steinportalrahmungen stammen aus dem 16. Jahrhundert. Schmale Steinbänke, gestützt von Voluten zwischen den Portalen, ziehen sich sowohl an den Längsseiten als auch an der Stirnseite zur Calle entlang. Im heutigen Heizungsraum, gegenüber der Waschküche, könnte sich eine Küche befunden haben. Für Licht sorgen Hängelaternen, die mit ihrem Blattwerk im Stil des 17. und 18. Jahrhunderts gearbeitet sind.
An der westlichen Längswand öffnet sich nach einem breiten Absatz eine monumentale Bogenrahmung zu einer tonnengewölbten Treppe, deren zweiter Lauf von einer Holzbalkendecke überhöht ist. Gegenüber der Treppe wurde in einer Rundbogennische mit muschelförmiger Kalotte der Brunnen mit einer polygonalen vera da pozzo („Brunneneinfassung“, pozzo bedeutet Brunnen) aus rotem Veroneser Stein errichtet. Der gesprengte Segmentgiebel des Treppenportals ist mit Statuen besetzt. Die Rundbogenöffnung wird von hintereinander versetzten Doppelpilastern mit toskanischen Kapitellen auf hohen Postamenten flankiert, die aus Stuck gearbeitet wurden.

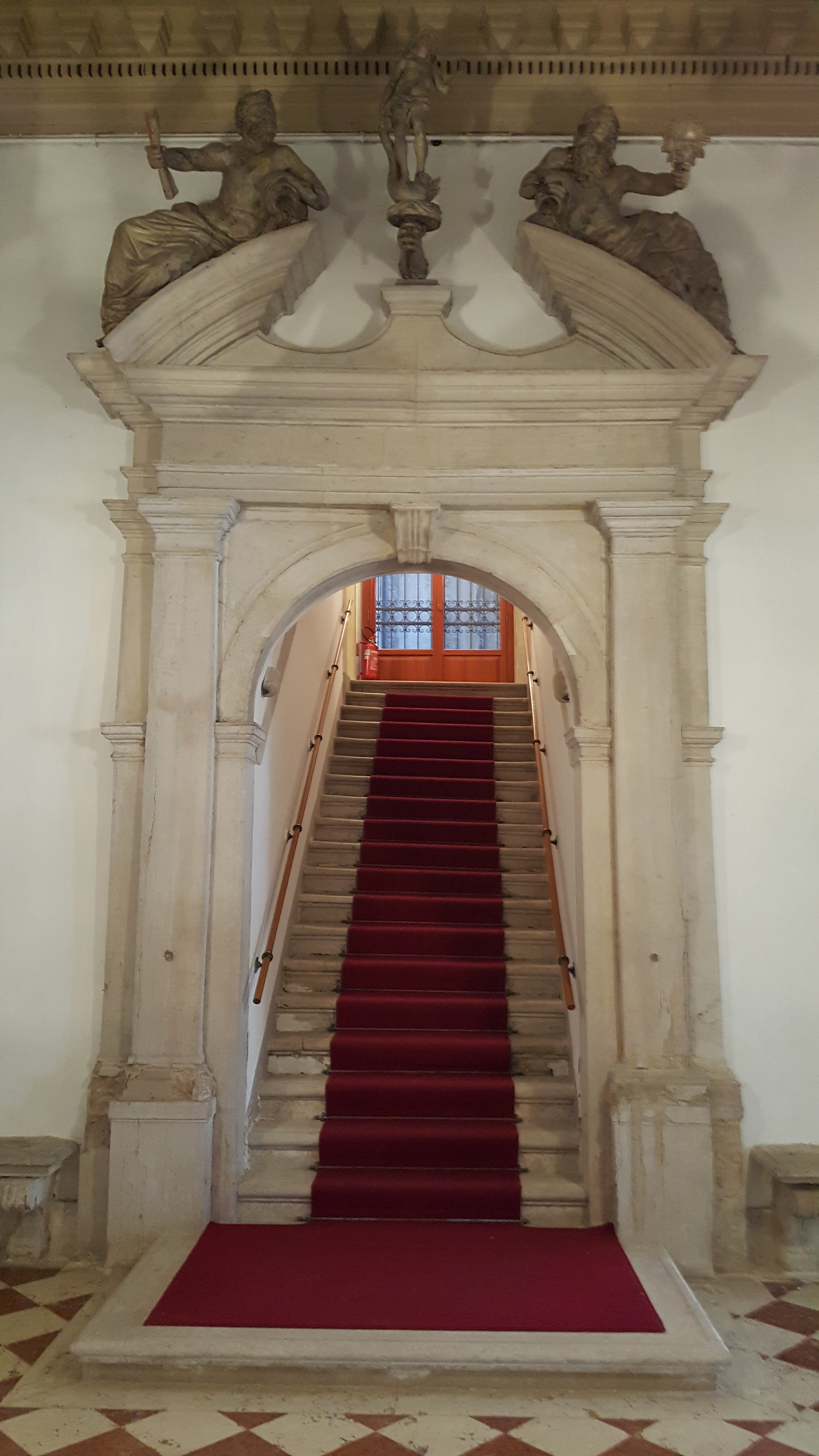
Aufgang vom Wassergeschoss zum Primo Piano Nobile: zwei Flussgötter blicken auf eine Venus, unbekannter Künstler

Auf den Seitenpartien des gesprengten Giebels liegen zwei männliche Figuren aus dem 17. Jahrhundert, die aus Holz und nicht vollplastisch, sondern auf der Rückseite völlig flach gearbeitet wurden. Ihre Oberkörper stützen sich auf umgestürzte Urnen, aus denen Wasser fließt; sie dürften Flussgötter darstellen. Während der linke Flussgott eine Schriftrolle in seiner rechten Hand hält, hält der rechte eine Sonne in seiner linken Hand. Beide blicken auf eine kleinere weibliche Skulptur, wohl auf eine Venus, die auf einem Delfin steht (eine Anspielung auf Dolfin?) und nur ein Tuch um die Hüften trägt. Die Arbeiten könnten von einem einzigen Künstler stammen, doch wurden sie erst später zu einer Gruppe zusammengefasst.

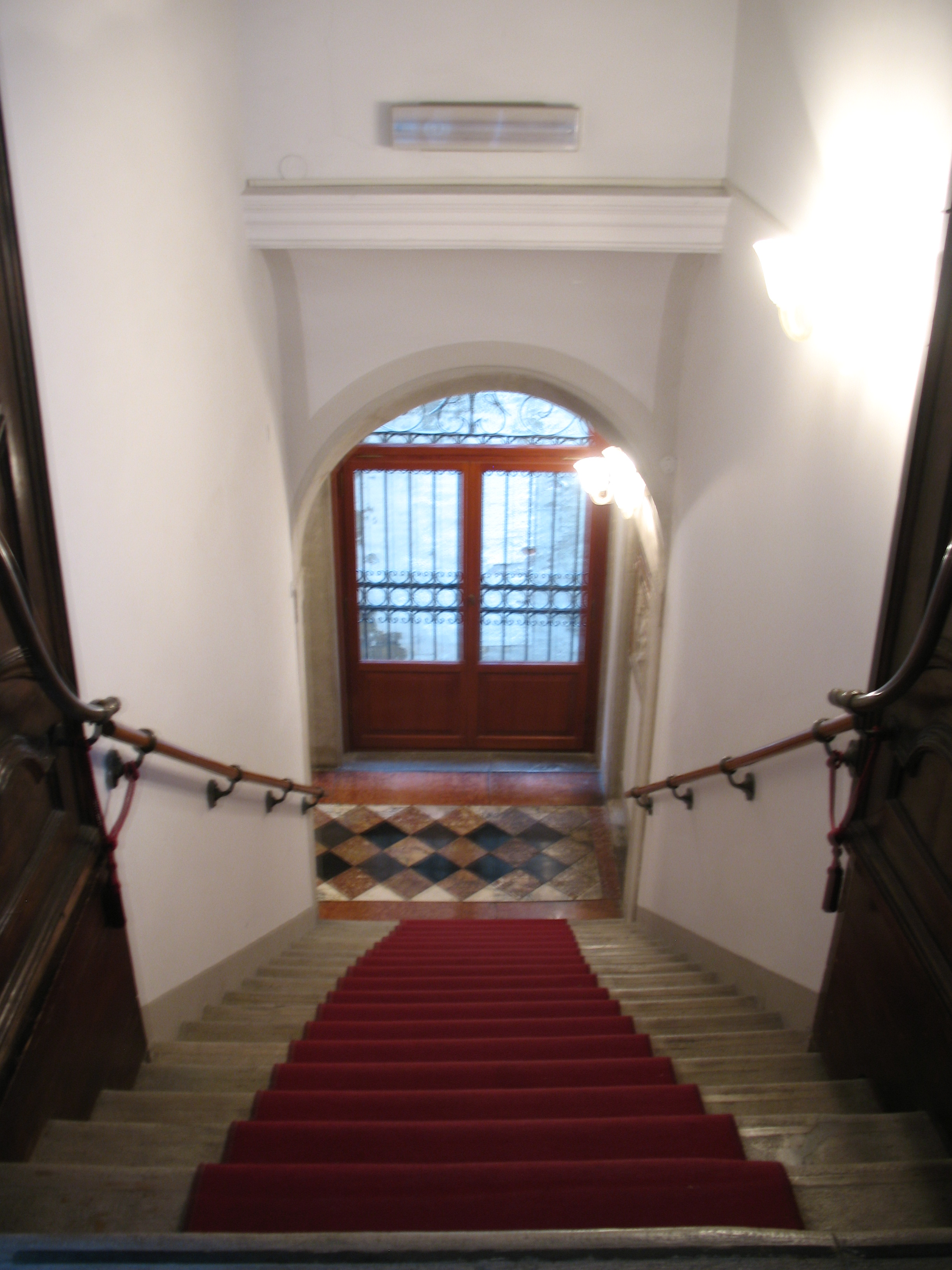
Blick von oben (von der Sala) auf den zweiten Lauf der Treppe zum Wassergeschoss

Folgt man der Treppe ins Mezzanin, trifft man zunächst linker Hand an der Westecke des Palasts auf Küche, Bad und einen kleinen Flur. Die gegenüberliegende Seite ist vermauert. Der zweite Lauf führt ins Primo Piano Nobile. Der Portego war durch fünf Fenster vom Mezzanin einsehbar, die jedoch später verschlossen wurden.
Der Mezzanin des Wassergeschosses verläuft über die gesamte Fläche des Palazzos. Heute ist er in einen großen, zum Hotel gehörigen, und den sehr kleinen im Besitz des Deutschen Studienzentrums befindlichen Bereich geteilt. In den 1960er Jahren zeigte sich im heutigen Flur zwischen dem Gästebad und der Stipendiatenküche eine bemalte Holzbalkendecke.

### DerPrimo Piano Nobile
Außer über die besagte zweiläufige Treppe mit Richtungswechsel ist der Primo Piano Nobile mit dem Studienzentrum nicht zu erreichen, denn die Südtreppe (bzw. die von ihr abgehende Tür zur Sala), die eine dreiläufige Absatztreppe mit einem Verlauf gegen den Uhrzeigersinn aufweist und die in sämtliche Geschosse oberhalb des Primo Piano Nobile reicht, ist vermauert. In der Sala ist diese Vermauerung durch eine zweiflügelige Holztür verdeckt.
Das Portal, gleichsam der Übergang zwischen der Treppe und der Sala, trägt einen gesprengten Giebel, in dem eine vollbärtige Büste aus Marmor gezeigt wird. „Vermutlich handelt es sich bei dem Dargestellten um Agostino Barbarigo, der vergleichsweise von Antonio Rizzo […] in der Kirche Santa Maria della Salute hinsichtlich des Gesichtstypus’ ähnlich dargestellt wird.“ Das Gesims der Portalrahmung weist Konsolbänkchen mit je einem Akanthusblatt auf, dazu ein Band mit Zahnschnitt. Darunter befindet sich ein vollbärtiger Lockenkopf. Der Fries des Architravs wurde aus geflecktem Schwarzmarmor gefertigt, was sich bei allen Türen wiederholt, die von der Sala abgehen. Zwei Kriegerstatuen, die sich Mitte des 19. Jahrhunderts noch am Giebel des Portals befanden, wurden womöglich verkauft. An den Ecken befanden sich zudem Putten und in der Mitte bronzene Büsten.
Der erste Piano Nobile diente vor allem Repräsentationszwecken; die berühmte Gemäldesammlung zierte die Wände der Sala und der drei Räume des Flügelbaus. Diese Sammlung verhinderte offenbar eine ähnliche Umgestaltung wie im darüber liegenden zweiten Piano Nobile. Erst nach dem Verkauf der Sammlung Mitte des 19. Jahrhunderts wurden die Wände dekoriert.
Von der Sala aus können alle Räume des Geschosses erreicht werden, sie hat einen Terrazzoboden und eine 108 m² große Holzbalkendecke mit einer mehrfarbigen, floralen Bemalung. Sie diente Festen, Empfängen und dem gesellschaftlichen Umgang. Im Gegensatz zu den Wohnräumen war sie sicher unbeheizt, denn sie wies keinen Kamin auf. An den Stirnseiten befinden sich jeweils vier Fenster. Die Fenster an der Seite zum Ramo, also am anderen Ende der Sala, öffnen sich in vier Arkaden mit dorischen Kapitellen. Im Gegensatz zu diesen sind die Fenster zum Rio di San Polo auf nahezu ganzer Wandhöhe hinter die Säulen gesetzt, so dass sie lediglich von außen sichtbar sind. Die Fenster wurden allerdings erst im 19. Jahrhundert erhöht. Sie wurden Anfang des 20. Jahrhunderts allesamt erneuert. Ein umlaufender Deckenfries ergänzt das Konsolgesims und ist mit Schnitzereien geschmückt.

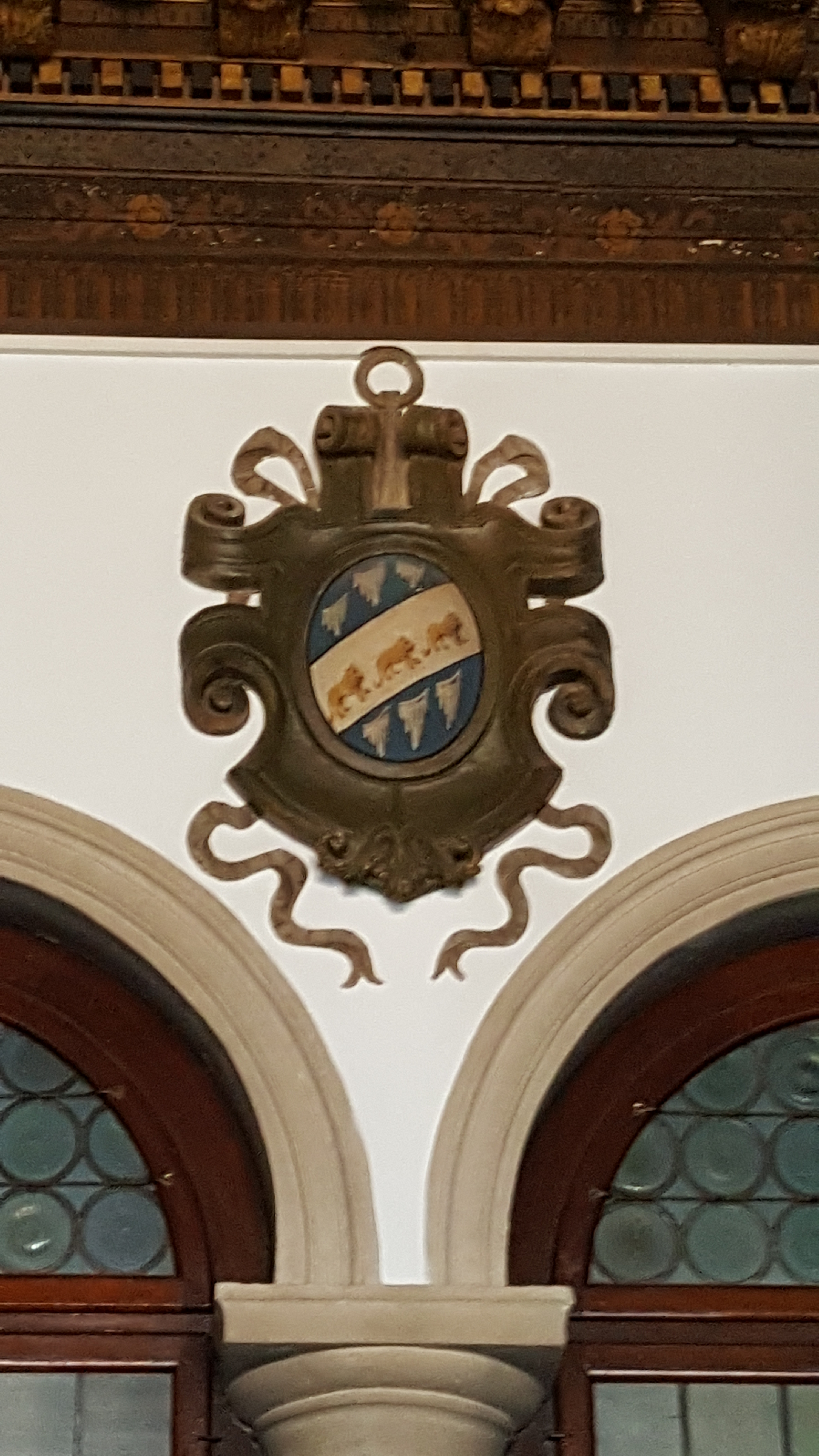
Wappen der Barbarigo in der Sala des Primo Piano Nobile

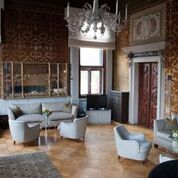
Der Salotto (Foto: Claudia Schmitz-Esser)

Eine ganze Reihe von Wappen ziert die Türen der Sala. In den Sopraporten wurden die Wappen der Familie Orseolo über der Tür zum Sekretariat, der Loredan über dem Stipendiatenzimmer links vom Sekretariat, der Foscari über der zum Stipendiatenwohnbereich im Mezzaningeschoss, der Badoer über der zum Bibliotheksbereich, der Rezzonico über der Tür zum Salotto und der Barbarigo über der Tür, die ins zweite Treppenhaus führt, wohl nach dem Verkauf der Gemäldesammlung angebracht. Über dem Direktorenzimmer befindet sich seither ein nicht identifiziertes Wappen. Oberhalb der Viererarkaden zur Calle befindet sich ein zweites Barbarigo-Wappen. Ein holzgeschnitztes und goldgefasstes Wappen der Barbarigo befand sich bis 1845 in der Sala.
Nach dem Insigne pinacoteca della nobile veneta famiglia Barbarigo dalla Terrazza des Malers Gian Carlo Bevilacqua (1775–1849) schmückten 23 Gemälde, darunter ein Porträt Tizians, die Wände. Ein Inventar von Carlo Ridolfi belegt, dass bereits 1626 Herrscherbildnisse und Familienporträts die Wände zierten. Die Sammlung war bereits seit Cristoforo Barbarigo (1544–1614) bekannt.
Zu beiden Seiten der Sala reihen sich kleinere Räume auf, die wiederum so untereinander verbunden waren, dass man den Durchgang durch die Sala vermeiden konnte. Im sogenannten Salotto, der zwischen der Sala und dem Wintergarten auf der Terrasse liegt, und der früher durch eine Tür mit dem heutigen Direktorenzimmer verbunden war, befand sich ein Deckenfries, der jedoch nur noch durch eine Zierleiste zu erahnen ist. Dort wurde ein Druck angebracht, der aus den 1960er Jahren stammt. Aus den 1920er Jahren stammt die floral-ornamentale Wandbespannung im Stil der Renaissance, die aus der venezianischen Textilmanufaktur Rubelli stammt. Rubelli hat seinen Stammsitz gegenüber dem Barbarigopalast auf der anderen Seite des Canal Grande im Palazzo Corner Spinelli. Der Wandbehang wurde bis 2012 restauriert. Aus dem 18. Jahrhundert stammt ein großer, mehrteiliger Spiegel, den das Deutsche Studienzentrum vom Vorbesitzer übernommen hat. Die Sopraporten entstanden wohl in der zweiten Hälfte des 19. Jahrhunderts und zeigen Porträts der Renaissancedichterinnen Vittoria Colonna (wohl 1492–1547) und Gaspara Stampa (1523–1554). Vom Salotto führt eine Tür in den ersten Bibliothekssaal. Im Zimmer befindet sich das Gemälde Der Sturm von August Wolf (1842–1915).
Gegenüber dem Salotto befindet sich heute das Sekretariat. Auch hier ist der Deckenfries mit Ausnahme der Leisten nicht mehr erhalten. Bis zur Übernahme durch das Studienzentrum gab es gegenüber dem Eingang einen Kamin. Dessen Aufsatz zeigte das Wappen der Barbarigo, dazu diejenigen der Badoer und der Venier. Das Spruchband vom Hauptportal zum Rio di San Polo wurde hier wiederaufgenommen: IN TE DOMINE SPERAVI NON CONFVNDAR IN ÆTERNVM. Auch hier bestand eine Verbindungstür zum Nachbarraum, der heute ein Stipendiatenzimmer darstellt. Die Sopraporte der Tür von der Sala in das Sekretariat zeigt eine liegende nackte weibliche Figur, die eine Fackel trägt und einen kleinen Putto küsst. Im Türrahmen des Durchgangs hängt eine Kopie von Tizians Clarice Strozzi von Franz von Lenbach (1836–1904).
Neben dem Direktorenzimmer befindet sich statt eines weiteren Zimmers ein Durchgang zu drei hintereinander liegenden Räumen, deren letzter, die Sala del Caminetto, auf den Canal Grande blickt. Die beiden Räume zwischen Sala und Sala del Caminetto dienen heute als Bibliotheksräume. Ebenso wie in der Sala hingen dort Gemälde der Sammlung Barbarigo, die nach Russland verkauft worden sind.

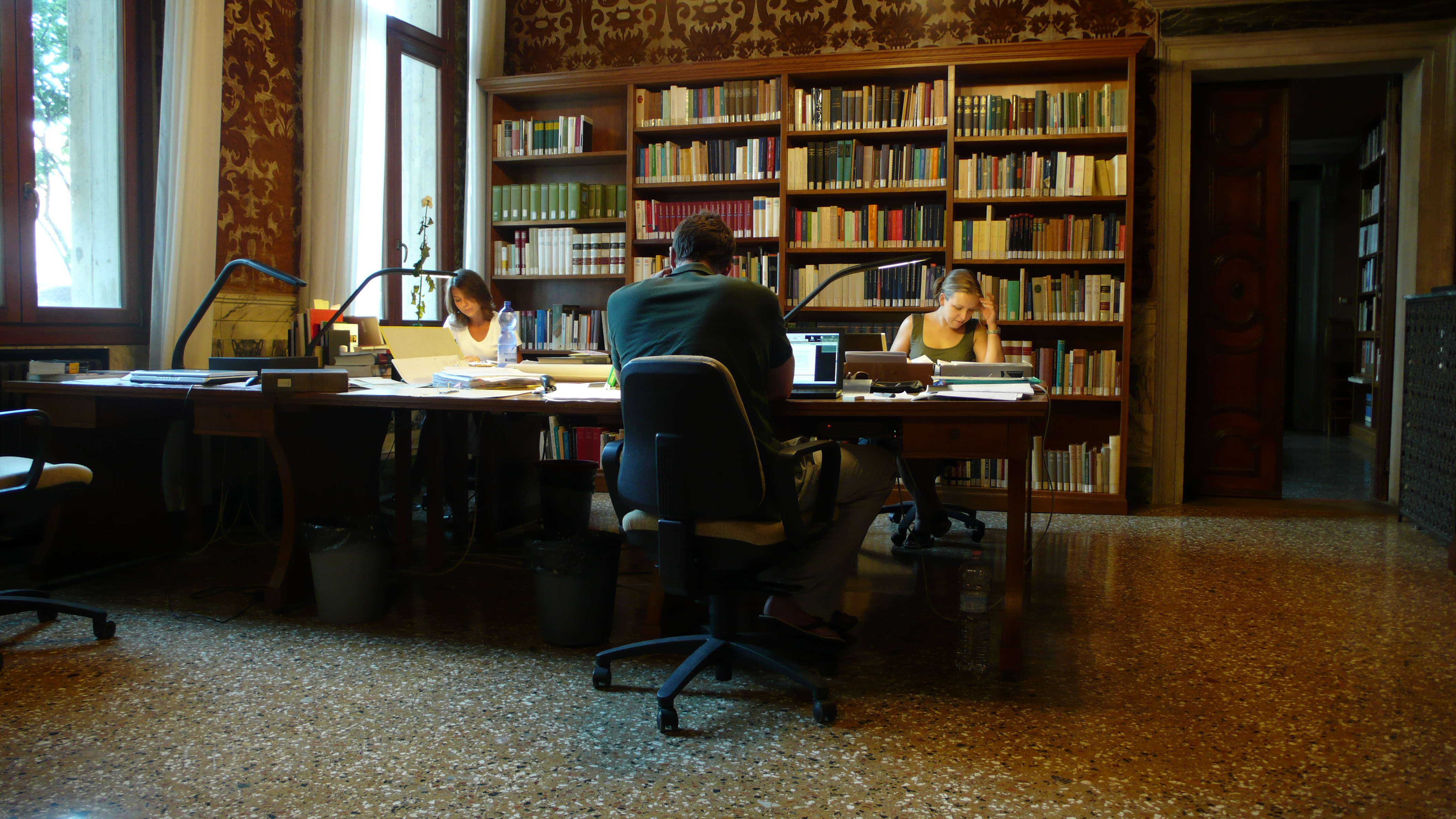
Stipendiaten in der Bibliothek

Der erste Bibliotheksraum sticht durch eine mehrfarbige Dekoration der Decken hervor. Die zahlreichen Balken liegen auf Gesimsen mit Konsolbänkchen. Letztere sind mit Eierstab und Akanthusblättern verziert. Der umlaufende Fries ist durch kannelierte und mit geschnitztem Blattwerk dekorierte Voluten unterteilt. In Zwickeln sind Frauenfiguren dargestellt, die in ein florales Rankenmotiv übergehen; einige Felder zeigen zwölf Szenen aus dem Alten Testament, wie an der Ostwand die Erschaffung Adams und seine Beseelung, an der Südwand die Erschaffung Evas, den Sündenfall, die sinnliche Erkenntnis und die Vertreibung aus dem Paradies, an der Westwand die Zuführung zur Ehe und die Opfer Kains und Abels, an der Nordwand Kain, der seinen Bruder Abel erschlägt, dann die Arche Noah, die Sintflut und das Dankopfer Noahs. Ob das Gesamtwerk dem 16. oder dem späten 17. Jahrhundert entstammt, ist unklar.
Über der Tür zum heutigen zweiten Bibliotheksraum befindet sich eine allegorische Darstellung einer halbliegenden Frau, die ein Buch hält und einen Verweis auf Philosophie, Literatur oder Geschichte bietet. Ihr Pendant befindet sich auf der gegenüberliegenden Seite. Dort trägt die Frau ein Füllhorn, aus dem Münzen fallen; zudem sieht man auf einem Hügel ein Holzrad. Es stehen sich also in den Sopraporten Gelehrsamkeit und Historie sowie Reichtum und Schicksal gegenüber. Diese Darstellungen entstanden erst nach 1850. Bis dahin hingen dort Vogeldarstellungen des Adrian von Utrecht (1599–1652/53). Die Wandbespannung entstammt den 1920er Jahren. Der Raum ist mit einem schlichten Kamin aus rotem, veronesischem Marmor ausgestattet, über dem ein Bild nach Polidoro da Lanciano (um 1515–1565) mit der Heiligen Familie, Maria Magdalena und einem Stifter aus dem Hause Contarino prangt. Der Kaminabzug verläuft oberhalb der Calle zwischen den Palazzi Pisani Moretta und Barbarigo della Terrazza. Ursprünglich befand sich wohl hier die Kapelle der Familie. Möglicherweise handelte es sich jedoch bei dieser Cappella nicht um das Bibliothekszimmer, sondern um den kleinen Raum zwischen dem Direktorenzimmer und dem ersten Bibliotheksraum, der zur Terrasse führt. Dieser Zwischenraum wurde nachträglich anstelle eines Lichthofs errichtet. Der Lichthof wiederum wurde um 1900 für den Bau eines Fahrstuhls genutzt. Zudem wurde in den zwei Hauptgeschossen der verbleibende Raum überbrückt und kleine Verbindungszimmer geschaffen. Damit wurde die mutmaßliche Kapelle verbaut. Von diesen Verbindungsräumen wird der im Primo Piano Nobile genutzt, um vom ersten Bibliothekszimmer auf die um wenige Stufen höher gelegene Terrasse zu gelangen. Dieser niedrige Raum ist mit einer wohl marmornen Kassettendecke ausgestattet. Die Wand ist mit der Illusion einer Wandstrukturierung aus Marmorinovertäfelung freskiert, Pilastern und einem Gemälde in einem vergoldeten Rahmen, das eine Landschaft zeigt. Das Fresko ist allerdings nur zur Hälfte erhalten, da es wohl im Zuge des Umbaus zerstört und weiß übertüncht wurde.
Der zweite Bibliotheksraum – ebenfalls mit einer Balkendecke ausgestattet, die von Konsolen mit nackten weiblichen Figuren getragen werden – weist keine Wandbespannung auf, sondern wurde farbig gestrichen. Zwischen den beiden zur Terrasse weisenden Fenstern befindet sich ein antikisierender Kamin mit kannelierten Pilastern und einer Blüte mit Akanthusblättern am Sims. Darüber findet sich ein Ölgemälde mit dem Dolchmartyrium einer römischen Heiligen.

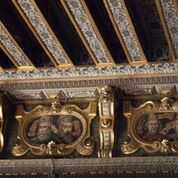
Einige der Dogenporträts (Foto: Claudia Schmitz-Esser)

Auf den Brettunterlagen zwischen den Konsolen sieht man Dogenporträts wohl von drei Händen aus dem späten 19. Jahrhundert, die in sehr viel älteren, querovalen, vergoldeten Rahmen mit Rollwerk von blütenverzierten Voluten eingeschlossen sind. Dabei sind 21 Einzelbildnisse vom ersten Dogen Paolo Lucio Anafesto bis zu Vitale Michiel II. dargestellt, jedoch mit auffälligen Lücken in der Reihe der Dogen, die durch Schriftbänder benannt sind. In der Epoche bis 1172, die durch die Dogenporträts erfasst werden sollte, herrschten nicht 21, sondern 38 Dogen. Die stark stilisierten Männer tragen über dem Mantel den bavaro, einen halblangen Schulterumhang. Ihr Kopf ist mit dem corno, der Dogenmütze bedeckt. Darunter lugt der camauro hervor, der unter dem Kinn zusammengebunden wird. Warum die Auswahl der Porträts im Barbarigopalast so stark von derjenigen im Dogenpalast abweicht, ist unklar, ebenso wie die Auswahlkriterien.
Auch in der Sala del Caminetto, inzwischen ebenfalls Teil der Bibliothek, findet sich eine buntbemalte Balkendecke und darunter ein braun gefasster und vergoldeter Fries mit Volutenkonsolen. Hier sind die Voluten jedoch schlichter gehalten mit einer Eierstab- und Blütendekoration, dazu nach oben abschließenden Fratzen. Zwischen den Konsolen finden sich querovale Kartuschenrahmen um jeweils zwei Dogenporträts. Diese setzen die im zweiten Bibliothekssaal begonnene Dogenreihe fort, verzeichnen aber nur 38 von insgesamt 81 Dogen. Von den 18 Doppelbildnissen ergeben sich 14 durch aufeinander folgende Dogen. Der Schwerpunkt der Auswahl liegt im 14. bis 16. Jahrhundert. Dabei sind vielleicht neun Hände zu unterscheiden. Die Maler kannten jedenfalls das Werk Biografie dei Dogi di Venezia von Emmanuele Antonio Cicogna, das durch Porträts von Antonio Nani (1803–1870) illustriert worden war, recht genau. Aber auch ältere Vorbilder kommen in Frage. Sie arbeiteten jedoch deutlich schematischer als Nani.
Der Kamin in der Sala del Caminetto, der wohl nicht aus der Bauzeit stammt, zumal die Gestaltung des Kamins sowie seine antikisierende Formensprache auf eine Datierung ins späte 16. Jahrhundert hindeuten, ist sehr aufwändig aus Stein und Stuck gearbeitet. Er befindet sich an der Ostwand zwischen zwei Fenstern, die zur Terrasse hinausgehen. Ein mehrteiliger Architrav, darüber ein mächtiger Aufsatz, wird von ornamentalen Voluten als Konsolen getragen, die entlang der Wand zu schmalen Schenkeln auslaufen und auf Postamenten ruhen. Auch hier findet sich ein Fries mit floralen und vegetabilen Ornamenten. Über dem Helm, der als oberer Abschluss des Wappens fungiert, breitet ein Adler seine Flügel aus. Oberhalb des Adlers erscheint ein Frauenkopf mit einer Hörnerhaube. Rechts neben dem Kamin führte eine Tür auf die Terrasse, die jedoch aus unbekannten Gründen vermauert wurde.
Zwischen den Fenstern zum Canal Grande befindet sich das Gemälde Taufe der Heiligen Lucilla durch Sankt Valentin von August Wolf. An der Süd- und Westwand befinden sich zwei großformatige Historienbilder des Vincenzo Guarana (1742–1815). Sie zeigen die Übergabe Zyperns an den Dogen Agostino Barbarigo durch Königin Caterina Cornaro im Jahr 1489 und die Krönung des Marco Barbarigo zum Dogen auf der Scala dei Giganti des Dogenpalasts im Jahr 1485. Guarana hatte sie ursprünglich für das Secondo Piano Nobile gemalt. Sie gehören zu einem vierteiligen Zyklus. Im Secondo Piano Nobile wurden sie durch Bilder des venezianischen Malers Ettore Tito (1859–1941) ersetzt, die Ereignisse aus der Familie Loredan darstellen.

### DerSecondo Piano Nobile
Der Secondo Piano Nobile, der die gleiche Raumstruktur wie das darunterliegende Geschoss aufweist, ist in drei eigenständige Wohnungen von geringerer Deckenhöhe aufgeteilt. Die Sala und die davon abgehenden nordwestlichen Räume sowie die intern zugänglichen Mezzaninzimmer werden von Contessa Loredan bewohnt, ein Appartement entstand in der Ostecke des Geschosses, schließlich gehört der Flügelbau südlich des Treppenhauses und ein kleines, darüber liegendes Mezzaningeschoss zur dritten Wohnung.
Die Ausstattung des Geschosses entstand in Zusammenhang mit der Eheschließung vom 3. Oktober 1793 zwischen Giovanni Filippo Barbarigo und der überaus reichen Erbin Chiara Maria Pisani (1773–1840), der Tochter von Pietro Vettor Pisani aus dem benachbarten Palazzo. Wahrscheinlich wohnte das Paar, das kinderlos blieb, im zweiten Geschoss, was erklären würde, warum Chiara durch väterliche Erbschaft einen Flügel im zweiten Geschoss des Palazzo Pisani Moretta erhielt und diesen durch einen Übergang über die Calle Corner mit dem Palazzo Barbarigo della Terrazza baulich verbinden ließ. Alvise Barbarigo ließ im März 1793 den Architekten Gian Antonio Selva einen kleinen Erker über dem Ramo Barbarigo ausführen, dessen Außenseite sich auf die Mauer des Pisani-Moretta-Palastes stützt. Im April 1809 bauten Giovanni Pigazzi und der besagte Gian Antonio Selva im Auftrag von Chiara Pisani Barbarigo den Durchgang zwischen den beiden zweiten Geschossen der benachbarten Paläste, der bei den Barbarigo in das Treppenhaus auf Höhe des Mezzaningeschosses des Secondo Piano Nobile mündete. Im Pisani Moretta befindet sich an dieser Stelle noch immer eine Türschwelle.
Die Sala betritt man vom Treppenhaus durch eine hölzerne Tür, die auf ihrer Innenseite in Anlehnung an den Treppenaufgang im Wassergeschoss von einem Tympanon überhöht wurde. Von kannelierten Pilastern flankiert und einem vorkragenden Abschlussgesims bekrönt, bringen zwei Putten das Wappen der Loredan dar, die ebenso wie die Kartusche in Grisaillemalerei ausgeführt sind. Die Sala wurde mit einem einfachen Terrazzoboden und einer grün gestrichenen Holzbalkendecke auf Konsolbänkchen aus hellem Stuck ausgestattet. Zum Rio di San Polo öffnen sich vierbogige Fenstertüren zu einem Balkon.
An den Wänden hängen sechs Bilder, die von Stuckrahmen mit Bandelwerk und Rocaillen umgeben sind. An den Wänden zum Rio di San Polo hängt dabei ein Gemälde von Vincenzo Guarana, während die zwei großformatigen Bilder an den Wänden zur Calle Corner von Ettore Tito stammen. Das Gemälde rechts der Viererarkatur zum Balkon, bisher nicht untersucht, stellt möglicherweise Andrea Barbarigo (1540–1571) dar, der in der Schlacht von Lepanto 1571 im Kampf gegen die Flotte des Osmanischen Reichs ums Leben kam. Gegenüber dem Osmanengemälde hängt ein Bild von gleichen Maßen, das einen Sieg über die Sarazenen darstellt, mit jenem Arrigo im Mittelpunkt, der als Stammvater der Barbarigo gilt.
Die vier Guarana-Bilder werden durch sieben monochrome Ovale ergänzt, die als Sopraporten laut Giuseppe Pavanello die weiblichen Personifikationen der Wissenschaft, Weisheit, Glaube, Ruhm, Geschichte, Gerechtigkeit und Frieden darstellen, erkennbar an ihren Attributen.
Im nördlich der Sala gelegenen Zimmer ist die klassizistische Deckendekoration erhalten. Ihr zentrales Fresko wird Sebastiano Santi (1789–1865) zugeschrieben und stellt, eingebunden in eine illusionierte Kassettendecke, eine mythologische Szene aus der Kindheit des Bacchus dar.
Der Salone, der den gleichen Grundriss wie die Bibliothek darunter aufweist, wurde von Giambattista Mengardi (1738–1796) und dem Ornamentmaler Davide Rossi (1744–1827) in klassizistischer Motivauswahl und Formensprache dekoriert. Dort zeigt der zentrale Tondo eine Götterszene mit Venus, Amor, Vulcanus, drei Zyklopen und Putten, die Bezüge zu Vergils Aeneis aufweist.
Im Raum über der Sala del Caminetto nimmt ein klassizistischer Alkoven die gesamte Breite der Nordwand ein, der anlässlich der Hochzeit von 1793 geschaffen wurde. Der Schlafbereich ist von zwei schmalen Säulen flankiert, die ein schlichtes Gebälk tragen. Oberhalb des Bettes ist, umgeben von ornamental-floraler Stuckatur, das Deckenfresko Venus und die Eintracht der Ehe zu sehen, das Pietro Moro (um 1756 bis nach 1836) zugeschrieben wird. An der Zimmerdecke des Schlafgemachs befindet sich ein weiteres Gemälde: Das Licht vertreibt die Finsternis oder Aurora, das Sebastiano Santi zugeschrieben wird. Pietro Moro war der Schöpfer von 16 kleinen Medaillons, die den Tondo umrahmen und vor einem roten Hintergrund verschiedene mythologische Figuren darstellen, darunter Venus, Mars, Europa, Jupiter, Juno, Diana, eine Nymphe mit Erosstatue und die Grazien.
Der abschließende Deckenfries besteht aus zwei Reihen, die von einem Eierstabband getrennt sind, wobei die obere Reihe eine monochrome, vierteilige Mäanderform darstellt, die untere hingegen eine dunkelrotfarbene Reihe zwischen Palmettenblättern und ein geflügeltes Mischtierpaar, das wiederum eine Vase flankiert.
Im Mezzaningeschoss, zugänglich über eine Treppe im Norden des Appartements, befindet sich ein ornamentaler Deckenschmuck, der wohl auch anlässlich der Barbarigo-Pisani-Hochzeit entstand. Vasen, Getreideähren, kleine Vögel und Satyrn sind in den Fries und die ornamental- und floralmotivischen Scheinkassettierung integriert. Später eingezogene Wände haben diese Dekoration zerteilt.
Im östlichen Appartement, in unmittelbarer Nachbarschaft zur Sala, befindet sich ein großes Oval an der Decke, eine Hochzeitsallegorie, die Giambattista Mengardi zugeschrieben wird. Gebettet auf Wolken sind als zentrales Motiv die Liebenden zu sehen, die mit ihrer linken Hand ein brennendes Herz als Zeichen ihrer Liebe umfassen. Hinter der weiß gekleideten Braut sind Temperantia mit einem Wasserkrug und Sapientia mit einem Spiegel zu erkennen, rechts neben dem mit einem weißen Hemd und einem blauen Tuch gekleideten Bräutigam stehen Justitia und Fortitudo mit Waage und Schwert. Im Rücken des Giovanni Filippo neigt sich ein weiblicher Engel oder Genius mit einem Ölzweig zum Paar hinab.